# Benedykt Polak
Benedykt Polak (łac. Benedictus Polonus, ur. ok. 1200, zm. po roku 1251) – franciszkanin, polski podróżnik, autor sprawozdania De Itinere Fratrum Minorum ad Tartaros, będącego relacją z pierwszej wyprawy Europejczyków do stolicy imperium mongolskiego, która trwała od 16 kwietnia 1245 roku do 18 listopada 1247 roku.

## Życie przed wyprawą
Urodził się około 1200 roku. Pojawiające się informacje o tym, jakoby pochodził z Wrocławia czy z Wielkopolski pozostają nieudokumentowane. Nie wiadomo, czy Benedykt jest tym imieniem, które otrzymał on przy chrzcie, czy też tym, które przybrał wstępując do zakonu i przyjmując święcenia kapłańskie, co
miało miejsce około roku 1236. Być może jego imię wiąże się ze świętym Benedyktem – polskim pustelnikiem z XI wieku, którego kult znany był m.in. w Oławie.
Niewiele wiadomo o jego młodości, pewne przesłanki wskazują jednak, że był rycerzem. Zapewne większość z około dziewięciu lat swojego życia zakonnego
przed wyprawą do Mongolii spędził poza murami klasztoru. Dzięki temu stał się doświadczonym
wędrowcem, dobrze zorientowanym w geografii wschodniej Europy. Biegle władał
łaciną oraz językiem staroruskim. Języki słowiańskie były wówczas dużo bardziej podobne do siebie niż współcześnie, ale mimo to swobodne porozumiewanie się nimi wymagało częstszego kontaktu i praktyki. Może to wskazywać, że miejsce urodzenia Benedykta stanowił wschód rozdrobnionej wówczas Polski lub że przebywał przez dłuższy czas na którymś z dworów książąt, z których kilku miało za żony Rusinki albo też że był jednym z rycerzy od jakiegoś czasu dość intensywnie osadzających swoje domostwa na wschodzie kraju.
Jeśli posiadał jakiś majątek, to i tak około 1236 roku wszystko, co miał, rozdał ubogim, gdy w
zgodzie z zasadami głoszonymi przez św. Franciszka z Asyżu i idąc za
jego ideałami został zakonnikiem. Wtedy właśnie zaczęły powstawać w Polsce pierwsze klasztory
tego nowego zakonu. Przystąpić do braci mniejszych mógł właściwie każdy. Ci, którzy jak
Benedykt Polak pragnęli przyjąć ten sposób życia, musieli poddać się regule zatwierdzonej bullą Solet annuere papieża Honoriusza III z 29 listopada 1223 roku.

## Wyprawa Giovanniego da Pian del Carpine i Benedykta Polaka na dwór wielkich chanów mongolskich

### Ówczesna wiedza Europejczyków oŚrodkowymiDalekim Wschodzie

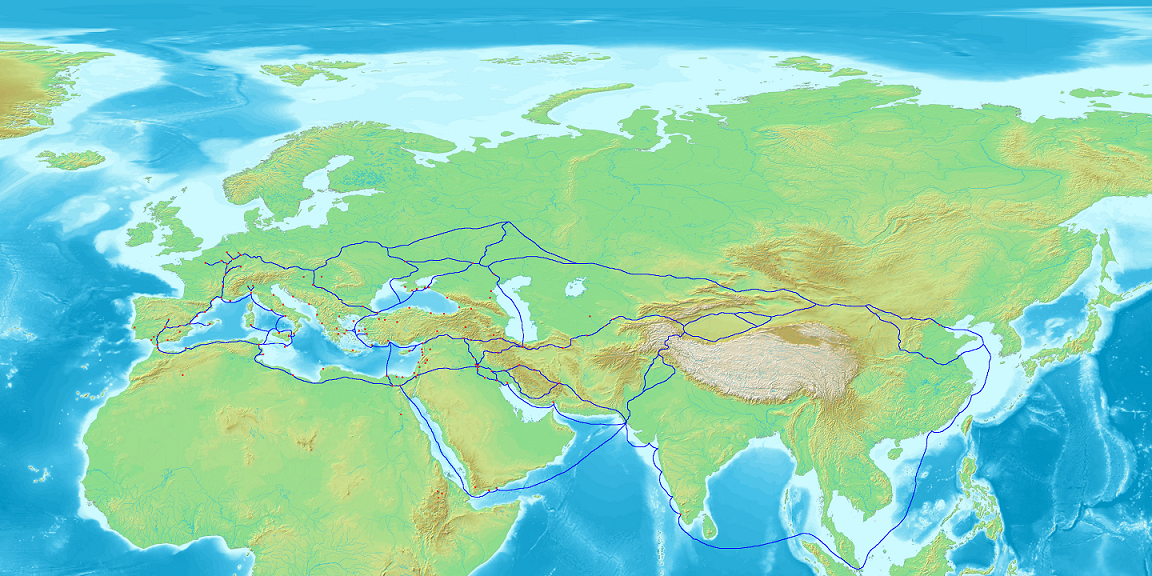
Główne średniowieczne szlaki handlowe Eurazji w drugiej połowie IX wieku. Kupcy z Europy docierali jednak wówczas tylko do państwa Samanidów

Do czasu tej wyprawy docierały do Europy bardzo nieliczne wieści o środkowej Azji,
informacje takie przywozili głównie żeglarze. Na początku XIII wieku Europa
miała więc mgliste pojęcie o ziemiach leżących na wschód od Morza Kaspijskiego. Na ówczesnych mapach były dość wiernie zarysowane jedynie południowe brzegi Azji, rozpoznane przez podróżników arabskich. Co prawda wcześniej wędrowano najkrótszą drogą lądową do Azji zwaną Jedwabnym szlakiem, jednak jego znaczenie zmalało w VI wieku n.e. ze względu na napływ ludów tureckich do Azji Środkowej. Podboje tureckie i mongolskie w następnych stuleciach sprawiły, że szlak ten w ogóle przestał istnieć.

Mapa Al-Idrisiego z 1154 roku

Horyzont geograficzny Europejczyków w średniowieczu był więc niezwykle ograniczony.
Najlepiej świadczy o tym dokładna mapa znanych lądów sporządzona w 1154
roku przez arabskiego geografa Muhammada Al-Idrisiego dla króla
Sycylii Rogera II. Niemal wszystko, co znajdowało się na wschód
od wybrzeży Morza Kaspijskiego, stanowiło na niej terra incognita.
Wyobrażenia o tym, co jest dalej, sprowadzały się do opisów dziwacznych stworów i dzikich
ludów. Granicą znanego wówczas świata były Himalaje i Ural. Za tymi górami miały się rozpościerać legendarne krainy Madżudż i Sin, o których jeszcze w starożytności opowiadali kupcy wędrujący przez prawie tysiąc lat Jedwabnym Szlakiem.

### Tło historyczne

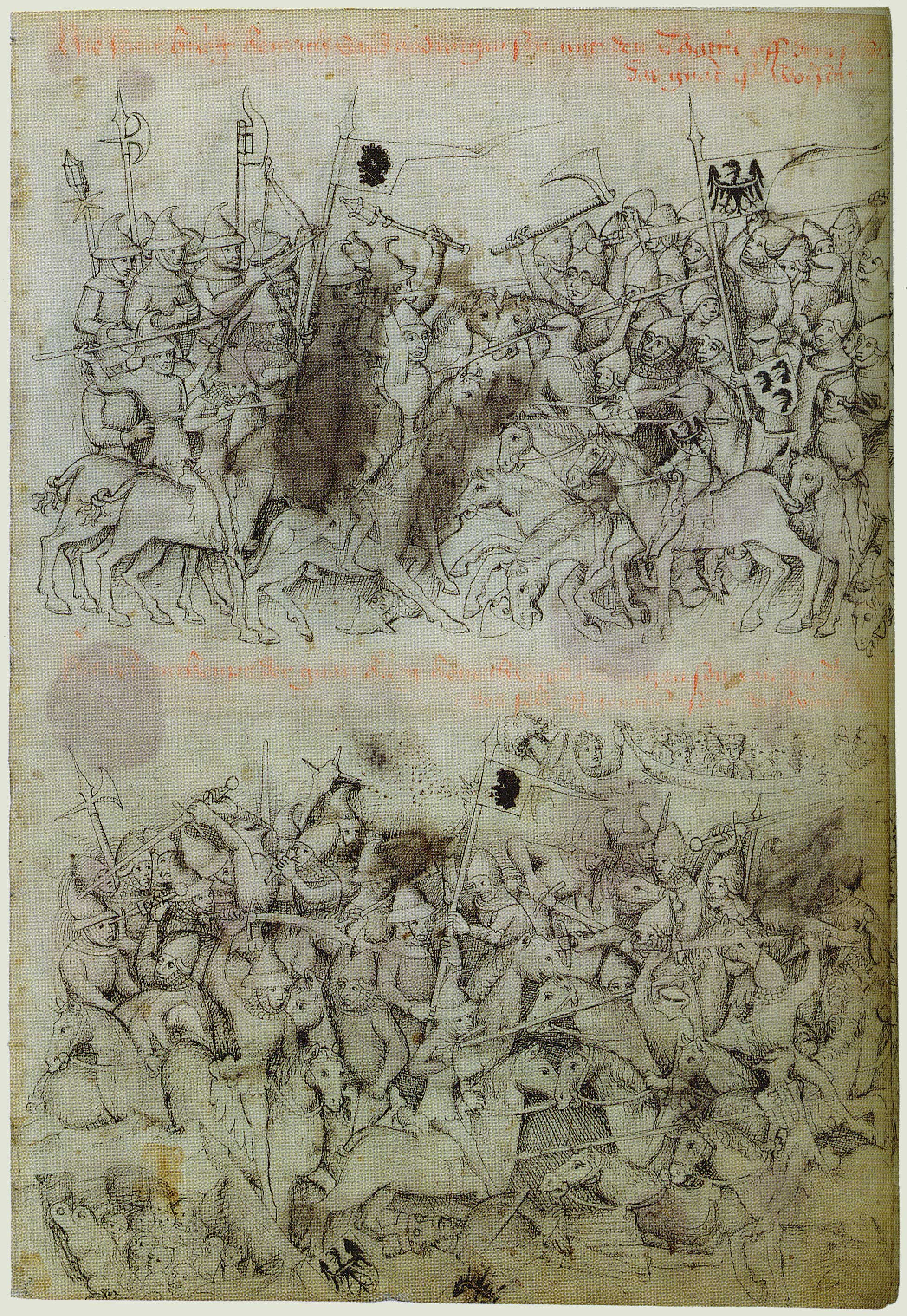
Bitwa pod Legnicą (1240)

Mongołowie, których potęga rosła systematycznie od początku XIII wieku, pustoszyli
środkowo-wschodnią część Europy, wzbudzając przy tym paniczny strach wśród jej mieszkańców. Ten ówczesny blitzkrieg pod względem szybkości manewrów w niczym nie ustępował XX-wiecznym wojnom światowym. W ciągu doby armia mongolska potrafiła przemieścić się na odległość nawet ponad 100 km. Podobnie szybko działała ich poczta, a jeszcze szybciej – dobrze wyszkoleni zwiadowcy, co umożliwiało zajmowanie upatrzonego terytorium przy minimalnych stratach własnych.

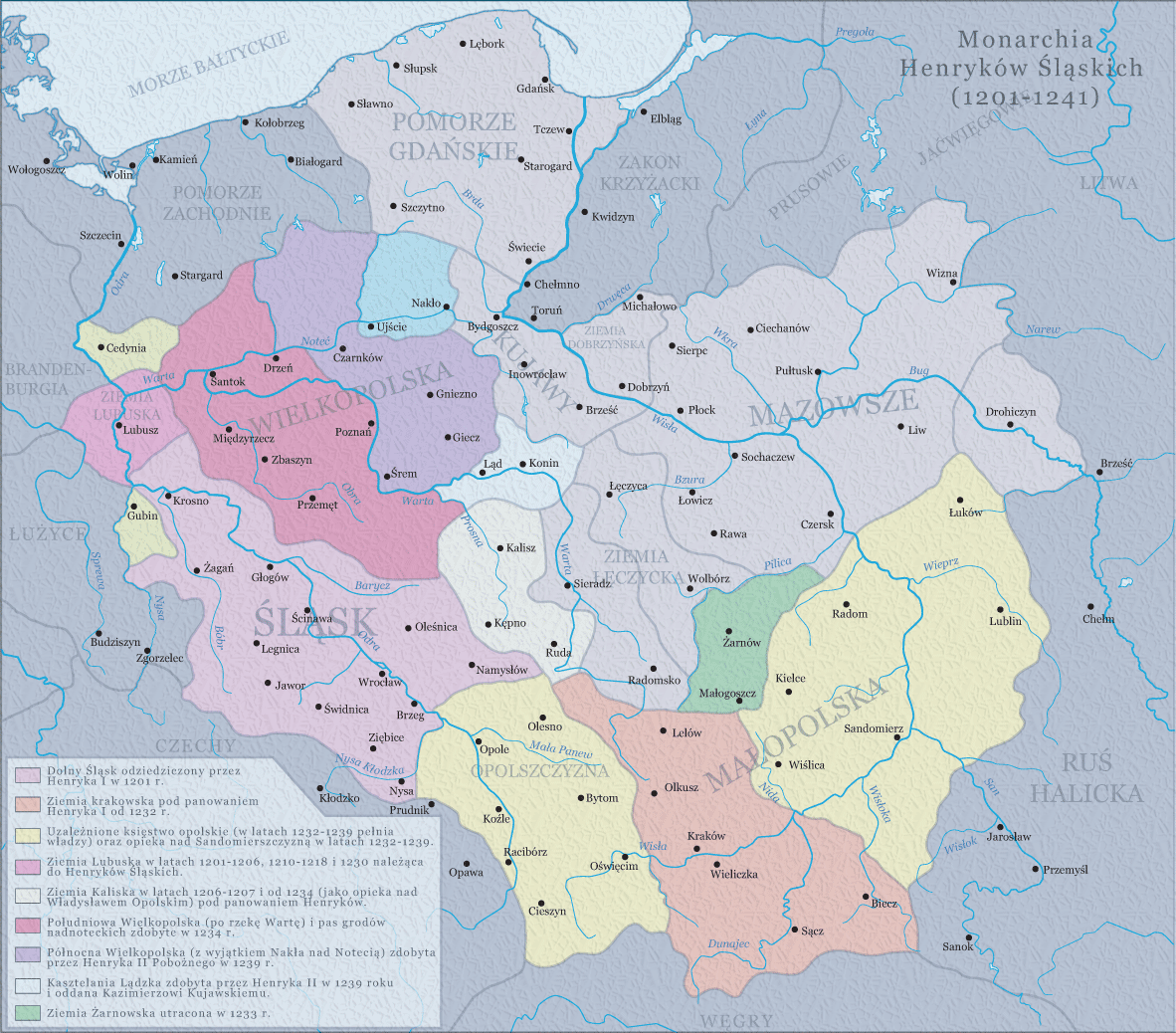
Polska w roku 1241

Na terenie południowej i wschodniej Europy Mongołowie pojawiali się nagle, z dnia na dzień,
paląc i niszcząc wszystko, mordując oraz zabierając ze sobą tysiące jeńców. Nikt nie
znał ich planów i kierunków podbojów. Wiadomo było tylko, że ufortyfikowane
miasta, a nawet zamki i warowne kościoły, w których
zdołano w porę zamknąć bramy, na ogół były pozostawiane przez nich w spokoju, gdyż przestawał wówczas działać podstawowy atut – zaskoczenie. W Polsce i wielu innych krajach najeźdźców nazywano Tatarami, ale nie od starożytnej greckiej nazwy piekła – Tartar, jak błędnie sądzono w przeszłości. Według obecnej wiedzy to przygraniczne plemię Tatarów (lud pokrewny Mongołom) wsławiło się
takim okrucieństwem, że jego nazwa przeniesiona została na wszystkie szczepy mongolskie, a za pośrednictwem karawan kupieckich dotarła także do Europy.
W 1240 roku Batu-Chan (założyciel Złotej Ordy i wnuk Czyngis-Chana) zdobył Kijów i prawie całą Ruś. Łupieżcze ataki dotykały również ziemie państwa polskiego pogrążonego wtedy w rozbiciu dzielnicowym. Szczególnie tragiczne skutki przyniosła wyprawa z 1241 roku. Jej kulminacyjnym punktem była bitwa pod Legnicą, gdzie rycerstwo polskie wspierane przez garstkę krzyżaków, joannitów i templariuszy, starło się z Mongołami i poniosło sromotną klęskę. Na polu bitwy poległo 7 tysięcy rycerzy oraz książę śląski Henryk II Pobożny, co, w opinii wielu historyków, znacznie oddaliło moment zakończenia rozbicia dzielnicowego w Polsce.
Wojska mongolskie uderzyły również na Węgry i Bałkany, a następnie w szybkim
pochodzie dotarły pod Wiedeń i nad Adriatyk. Średniowieczny
kronikarz Mateusz w Chronica Majora pisał o nich:

(...) Obmierzła nacja szatana wyrwała się ze swego domostwa, wylała z Tartaru.
Rozlazłszy się jak szarańcza po ziemskim obliczu, przemierzywszy ziemie Saracenów, spustoszyli miasta, wycięli lasy, obalili fortece, wykorzenili
winorośle, zniszczyli ogrody, zabili mieszczan i wieśniaków. Nie rządzą się żadnym ludzkim prawem, nie potrzebują wygód. I oto zjawili się u granic chrześcijaństwa jak grom z jasnego nieba, pustosząc i mordując, siejąc wokół terror i nieopisane przerażenie. Są nieludzcy i okrutni, potwory łaknące krwi, rozdzierające i pożerające ciała psów i ludzi. Odziani w wołowe skóry, uzbrojeni w żelazne
tarcze, niscy, krzepcy, niepokonani, z lubością piją krew zwierząt, a ich wielkie, silne konie pożerają nawet drzewa całe.

Skłóceni europejscy władcy nie byli w stanie skutecznie przeciwstawić się Mongołom.
Nieprzerwanie trwała walka o dominację w Europie pomiędzy cesarzem
Fryderykiem II a papieżem Grzegorzem IX. Od
południa napierali Saraceni, którzy już na dobre zadomowili się w Hiszpanii.
Rosnąca potęga egipskich Mameluków zaczęła zagrażać istnieniu
państw łacińskich. Trwały wyprawy krzyżowe i całe chrześcijaństwo
na nich właśnie skupiło swoją uwagę. Kiedy wydawało się, że już nic nie jest w stanie uchronić
Europy przed Mongołami, nagle w 1242 roku wojska Batu przygotowujące się do szturmu na
Triest niespodziewanie wycofały się na stepy nadwołżańskie.
Kurier ze stolicy chanów mongolskich, przyniósł bowiem wiadomość o
śmierci Ugedeja. Batu wolał więc wrócić do swojej rezydencji Saraj
nad Wołgą w Złotej Ordzie, by mieć większy wpływ na wybór nowego
władcy. Na Zachodzie jednak o tym nie wiedziano i lada dzień spodziewano się kolejnego
najazdu.
O tym, co dzieje się w dalekiej Azji, królowie europejscy i papież wiedzieli niewiele, jednak mogli mieć poczucie zagrożenia. Od arabskich kupców i żeglarzy dochodziły do nich wieści, że najazdom mongolskim uległo już wiele krajów, w tym Chiny, Korea,
Tybet, Turcja, Persja, Indie, państwa zakaukaskie, a w Europie – Ruś, Polska, Węgry, Wołoszczyzna, Mołdawia, Chorwacja i Dalmacja.

### Przygotowania do wyprawy

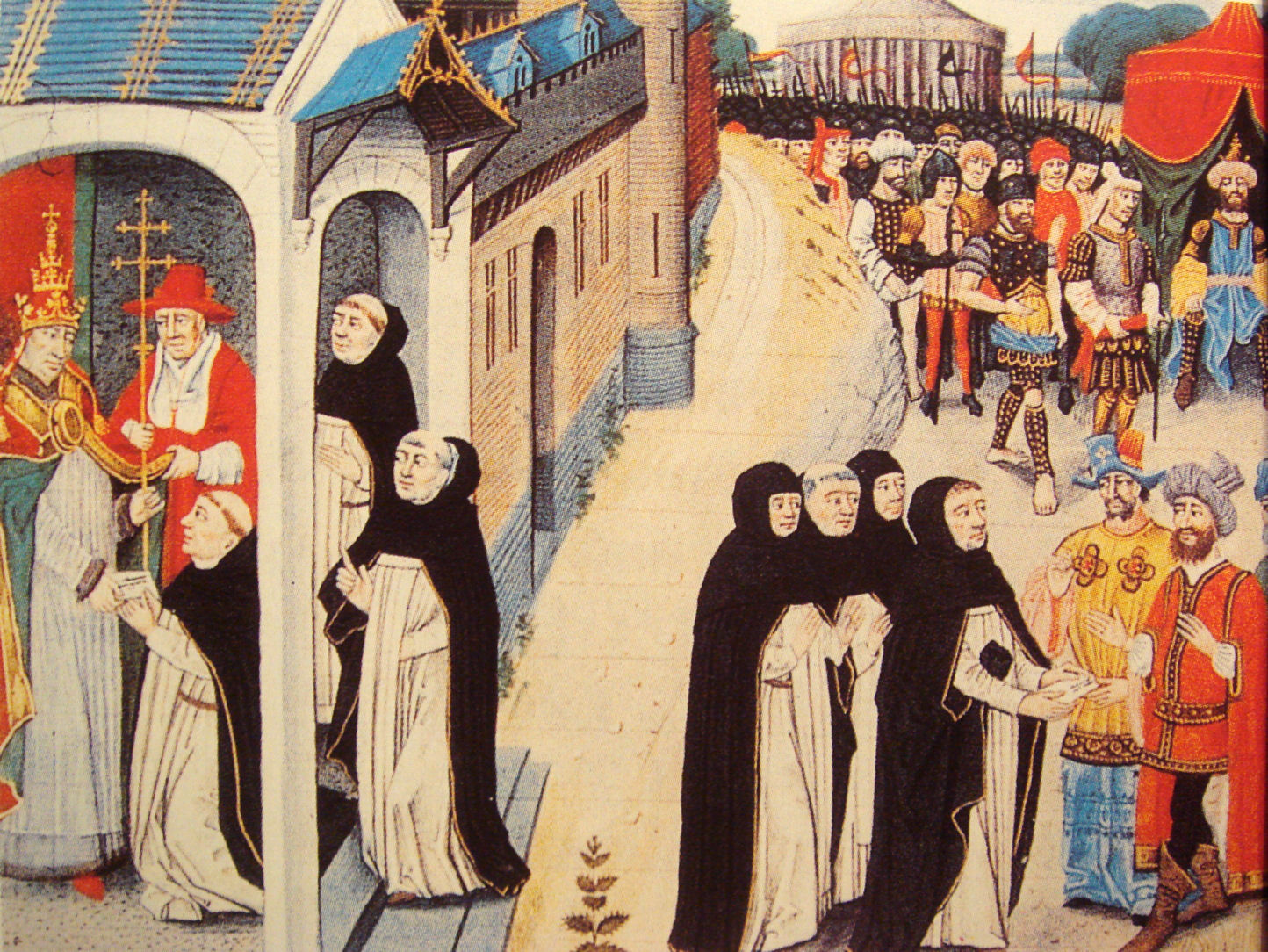
Trzecia legacja (dominikańska). Ascelin z Lombardii i Szymon z Saint-Quentin otrzymują list od papieża Innocentego IV i dostarczają go mongolskiemu dowódcy wojskowemu Bajdżu

Coraz bardziej uświadamiano sobie, że jedną z przyczyn kolejnych porażek w starciu z Mongołami był brak szczegółowych wiadomości o ich kulturze, obyczajach, wierzeniach, doktrynie wojennej i taktyce prowadzonych podbojów. W celu zdobycia potrzebnej wiedzy na kilka lat przed tatarskim najazdem na Polskę wyruszyli na wschód węgierscy dominikanie w poszukiwaniu Wielkich Węgier (Magna Ungaria), lecz dotarli zaledwie do kilku świeżo podbitych krajów. Otrzymali od Batu-chana list z pogróżkami skierowany do króla węgierskiego Beli IV.

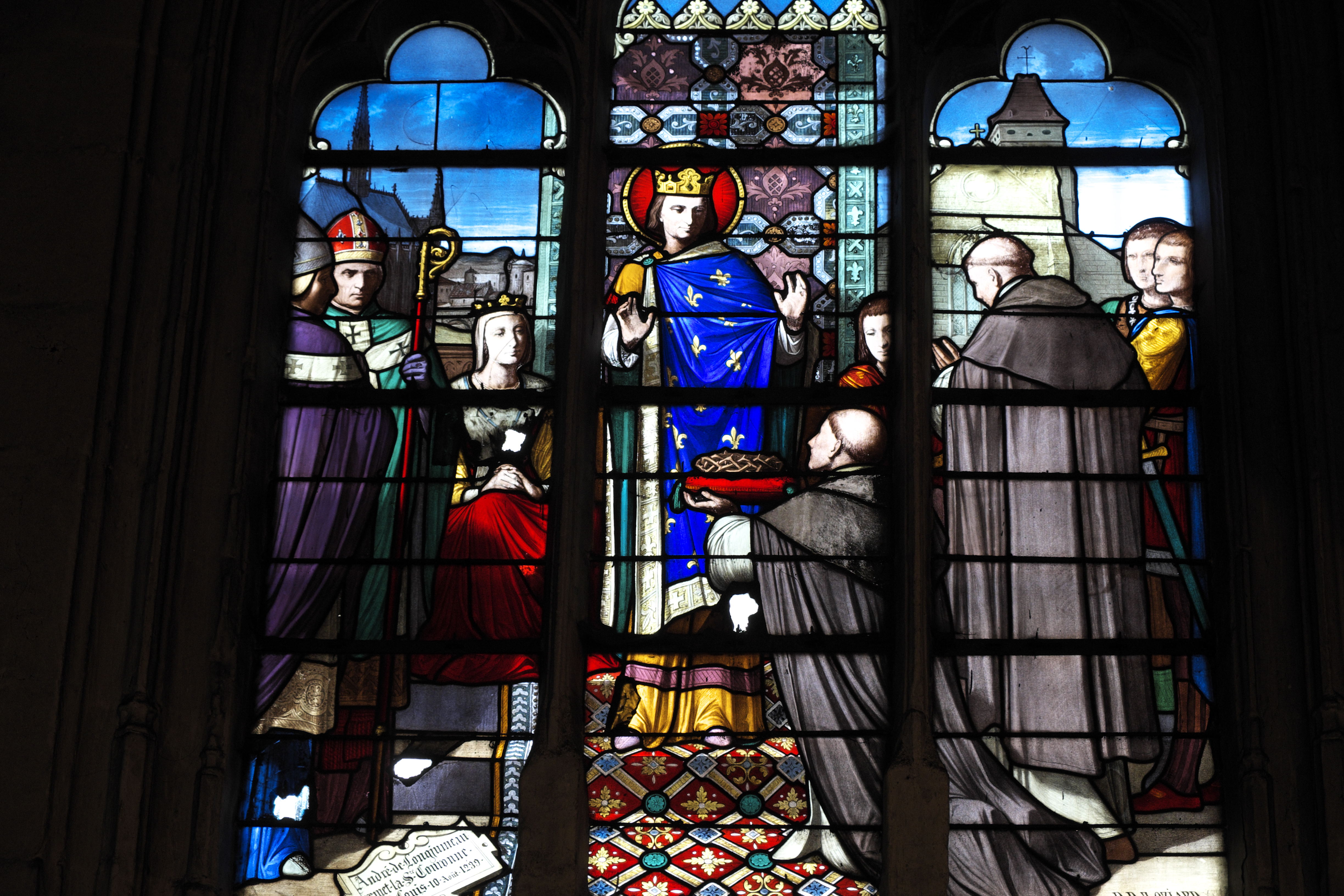
Czwarta legacja (dominikańska). André de Longjumeau przyjmuje od papieża Innocentego IV list skierowany do wielkiego chana

Nowy papież Innocenty IV najpierw apelował o zorganizowanie wyprawy krzyżowej przeciwko Tatarom. Gdy jego starania nie znalazły zrozumienia, wówczas w 1245 roku rozpoczął przygotowania do nawiązania z nimi kontaktów. Realizację tego zadania powierzył franciszkanom i dominikanom, którzy prowadzili wówczas intensywną działalność misyjną na wschodzie Europy. Aby zwiększyć szansę dotarcia posłów do celu, papież zdecydował się wysłać jednocześnie aż cztery swoje poselstwa (legacje) do stolicy Mongołów (dwa złożone z dominikanów i dwa – z franciszkanów), jadące różnymi drogami. Na czele pierwszej misji stanął franciszkanin Wawrzyniec, drugiej – również franciszkanin – Jan di Piano Carpini, a trzeciej – dominikanin Ascelin z Lombardii (ta wyprawa zdołała w lipcu 1247 roku dotrzeć tylko do Zakaukazia, skąd po doznaniu wielu upokorzeń zakonnicy wrócili przywożąc papieżowi latem 1248 roku jedynie list od mongolskiego wodza Bajdżu). O czwartej misji dominikańskiej pod przywództwem André de Longjumeau wiadomo bardzo niewiele.
Dotarło do stolicy mongolskiej i wróciło tylko drugie poselstwo (zmierzające trasą północną), właśnie to, w którym brał udział Benedykt Polak. Na czele tej legacji papież postawił swojego doświadczonego dyplomatę Giovannniego da Pian del Carpine (Jana di Piano Carpini, Jana z Doliny Grabów), który był Włochem, jednym z pierwszych uczniów i towarzyszy św. Franciszka z Asyżu i prowincjałem zakonu franciszkanów na Polskę. Przebywał on wiele lat w Polsce, nieźle znał język polski (niektórzy historycy nawet przypisywali mu polskie pochodzenie) i przyjaźnił się z księciem Bolesławem Rogatką. Wcześniej działał także jako misjonarz w Tunisie, przebywał w Hiszpanii i tworzył prowincje zakonne w całej Europie, także w Polsce. Po klęsce pod Legnicą i śmierci Henryka Pobożnego, przejęty tragedią najazdu Tatarów Carpini udał się na dwór papieski. Pod wpływem nieszczęść, jakie spadły na Polskę (i z inicjatywy książąt polskich), został tam orędownikiem sprawy ratowania Europy przed Tatarami.
Carpini zaproponował papieżowi, aby w niebezpiecznej podróży towarzyszył mu zakonnik Benedykt, którego poznał podczas pobytu w Polsce i który mógłby teraz pełnić rolę przewodnika, sekretarza, tłumacza i eksperta w sprawach języka i obyczajów Rusinów. Innocenty IV zgodził na to, gdyż według jego wiedzy istniała nadzieja, że wysłannicy najszybciej porozumieją się z wielkim chanem właśnie w języku ruskim, ponieważ na jego dworze w tamtym czasie przebywało wielu jeńców z ziem Europy Wschodniej. Według przypuszczeń historyków Benedykt już przed wyprawą mógł znać również język mongolski (być może był jednym z rycerzy polskich wziętych przez Mongołów do niewoli po bitwie pod Legnicą, albo też poznał ten język kontaktując się z jeńcami mongolskimi wziętymi przez Polaków po bitwie pod Raciborzem).
Politycznymi celami papieża było zaprzestanie przez Mongołów dokonywania najazdów na kraje
chrześcijańskie, nawrócenie chana i jego poddanych na wiarę w Chrystusa
(przyjęcie przez nich chrztu) oraz ewentualnie pozyskanie ich jako sprzymierzeńców
w walce z muzułmanami w Ziemi Świętej. Takie właśnie
zadania otrzymali uczestnicy wyprawy, ponadto papież zobowiązał ich do pilnego obserwowania
wszystkiego, co zobaczą po drodze, a zwłaszcza do dokładnego poznania wierzeń, obyczajów,
praw i systemu politycznego państwa Mongołów. Polecił, aby franciszkanie jak najwięcej
dowiedzieli się o planach ewentualnych kolejnych podbojów, o zasobach i siłach militarnych
mongolskich władców, a także aby postarali się rozpoznać wnętrze Azji pod względem geograficznym. Miała to więc być odbywająca się pod auspicjami Państwa Kościelnego wyprawa religijna, polityczna, dyplomatyczna, szpiegowska i odkrywcza jednocześnie.

### Podróż do stolicy Imperium Mongolskiego
Wyprawa rozpoczęła się 16 kwietnia 1245 roku we francuskim Lyonie, gdzie trwały właśnie
ostatnie przygotowania do soboru, na którym dostojnicy kościelni zamierzali dyskutować między innymi o coraz poważniejszym zagrożeniu militarnym dla Europy ze strony Mongołów. Jako legat papieski 63-letni Jan di Piano Carpini wyruszył tego dnia na grzbiecie osła ze słynnym listem papieskim do wielkiego chana, znanym później pod nazwą Cum non solum. Za towarzysza miał brata Stefana z Czech. Ich droga wiodła najpierw przez Niemcy i Czechy do Polski. W Pradze Carpini i Stefan zostali przyjęci przez króla Wacława I, tam też dołączył do nich kolejny czeski franciszkanin – brat Czesław, a we Wrocławiu – Benedykt Polak i drugi polski franciszkanin, znany z dokumentów pisanych jako C. de Bridia (co zwykle tłumaczy się jako C. z Brzegu). Nie wiadomo jednak na pewno, czy chodzi o Brzeg, czy raczej o Bardo, czy może nawet o Bredę w Niderlandach, skąd przybywało wtedy do Polski sporo osadników. Nazwy miast w transkrypcji łacińskiej były bowiem wówczas często przekręcane i zniekształcane.

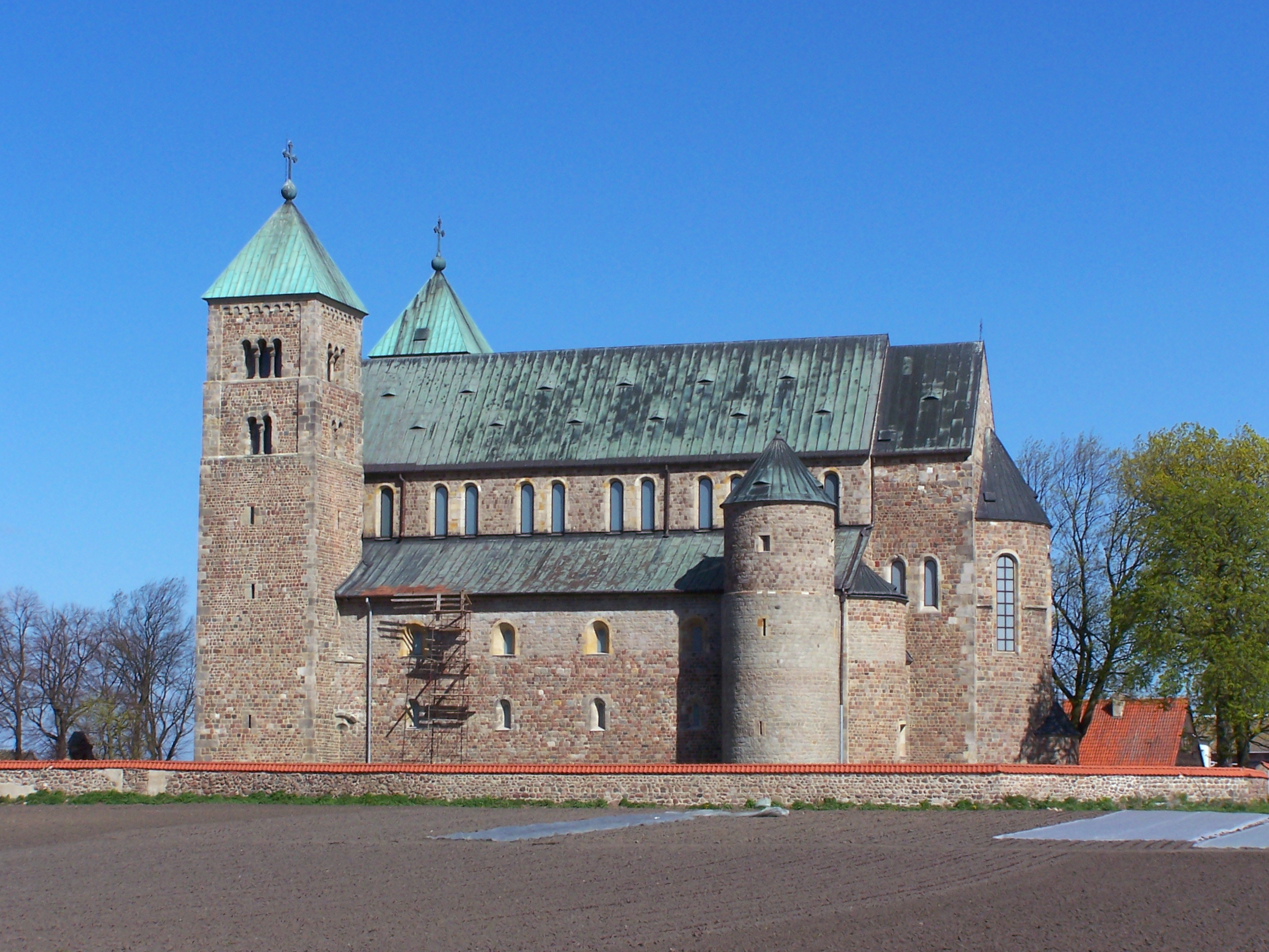
Kolegiata w Tumie koło Łęczycy – to prawdopodobnie tutaj Konrad mazowiecki przyjął papieskich posłów podążających do wielkiego chana

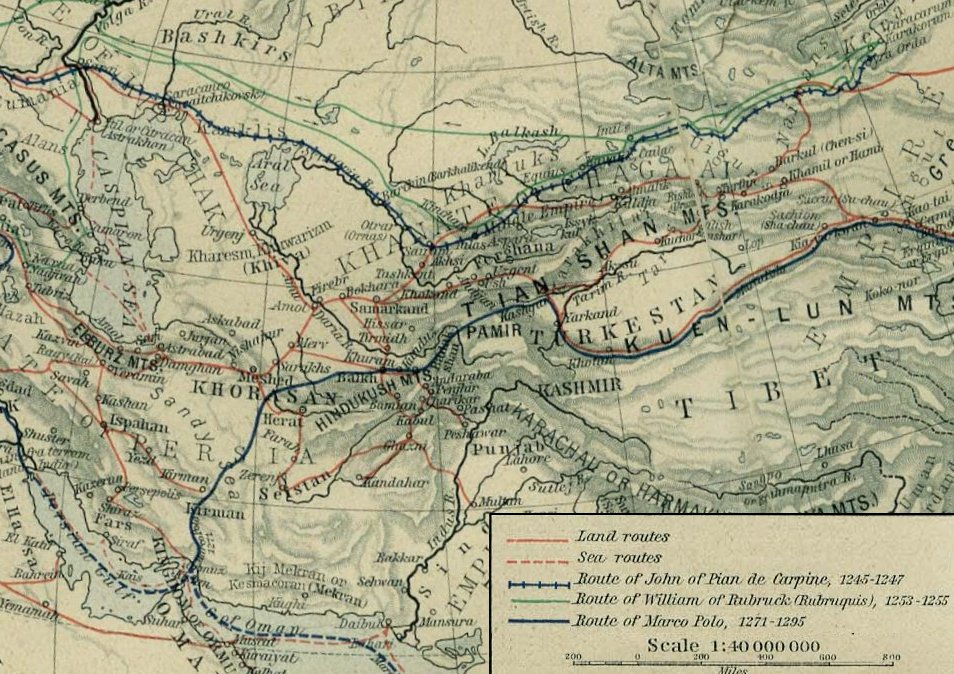
Trasa wyprawy

Polska stała się dla wyprawy właściwą bazą wypadową, dopiero tu nastąpiło odpowiednie
wyekwipowanie jej uczestników. Papieska misja spotkała się z ogromnym poparciem tutejszych
możnowładców oraz dworów książęcych i otrzymała od nich znaczącą pomoc materialną i logistyczną. Mnisi zatrzymali się na dłużej we Wrocławiu, w Krakowie oraz w ówczesnym głównym ośrodku politycznym Mazowsza – Łęczycy.
Można przyjąć, że w Polsce wyprawa wyruszyła spod wrocławskiego klasztoru franciszkanów (dzisiejszy plac biskupa Nankiera) w listopadzie roku 1245, kierując się najpierw do stolicy znajdującego się w rozdrobnieniu dzielnicowym kraju. Na Wawelu, podczas pobytu u
Bolesława Wstydliwego papiescy posłowie spotkali się z goszczącym
tam wówczas także księciem ruskim Wasylką Romanowiczem, który
kontaktował się już z Mongołami i dzięki temu udzielił zakonnikom kilku cennych rad. Przede
wszystkim przestrzegł ich, aby nie udawali się do Tatarów z pustymi rękami, gdyż według jego
wiedzy w imperium mongolskim panuje olbrzymia korupcja i tylko kosztownymi prezentami
dla różnych dostojników będą mogli utorować sobie drogę do stolicy. Ponadto wysłał z franciszkanami aż do Kijowa jednego swojego sługę.
Księżna Grzymisława wsparła materialnie papieską wyprawę do chana mongolskiego, ofiarowując cenne futra jako swój dar dla tego władcy. Później Carpini zakupił jeszcze inne futra (bobrowe) z przeznaczeniem na łapówki, które miał zamiar po drodze wręczać domagającym się tego urzędnikom mongolskim.
Na Boże Narodzenie 1245 roku legacja dotarła do Łęczycy, gdzie na dworze Konrada mazowieckiego franciszkanie spotkali się z przewodnikami przybyłymi z Rusi, którzy przekazali im wiedzę i doświadczenia z kontaktów z Mongołami. Rusini dysponowali bowiem już sporym bagażem doświadczeń, związanych z próbami porozumienia się ze wschodnimi agresorami. Ich rady były podobne do tych udzielonych przez księcia Wasylkę. Konrad mazowiecki również zaopatrzył zakonników w bogate dary (były to futra bobrowe i borsucze), których część została przeznaczona dla wielkiego chana, a reszta miała im pomóc w uzyskaniu życzliwości mongolskich urzędników i dowódców wojskowych.
Tak wyposażeni udali się na zamek w Czersku i przepłynęli Wisłę, korzystając z tamtejszej przeprawy promowej. Potem wraz z rusińskimi przewodnikami starym kupieckim szlakiem wyruszyli na południe ówczesnej Rusi, by stamtąd dotrzeć do Mongolii. Na ich drodze znalazły się kolejno następujące grody: Liw, Drohiczyn, Zawichost, Horodło, Włodzimierz, Łuck i Daniłów.
Nie była to łatwa droga, gdyż według wspomnień legata papieskiego jechali w śmiertelnej
obawie przed Litwinami, którzy robili tu często niespodziewane najazdy. W Daniłowie uczestnicy misji zapadli na ciężką chorobę, ale mimo to polecili swoim przewodnikom, aby ich wieźli na saniach (sami nie mieli sił, aby utrzymać się w siodłach). Po drodze zobaczyli na własne oczy zniszczenia dokonane przez
Mongołów: liczne miasta zostały doszczętnie spalone, a ich mieszkańcy – wymordowani. W wielu miejscach leżały olbrzymie stosy ludzkich kości. W ten sposób przy ogromnym mrozie
i wielkim śniegu udało im się pod koniec stycznia 1246 dotrzeć do Kijowa – miasta
zdewastowanego niedawnym najazdem i w tym czasie uzależnionego od Mongołów. Tam, zgodnie z tym co poradził im w Polsce książę Wasylko, wymienili swoje konie europejskie na wytrzymalsze konie mongolskie, które były w stanie przeżyć podróż zimą przez środkowoazjatyckie stepy, gdyż nie potrzebowały obroku zadowalając się wyłącznie trawą, którą same wygrzebywały sobie pod śniegiem.
Posłowie opuścili Kijów 3 lutego 1246 roku i po 20 dniach dotarli do Kaniowa będącego już pod bezpośrednimi rządami Tatarów. Tam wycofał się z dalszej podróży brat Stefan (a być może nastąpiło to już w Kijowie).
Podążając dalej na południe wkroczyli do kraju Kumanów i znaleźli się w pobliżu mongolskiego obozu wojskowego w okolicach Kachowki (około 90 km od ujścia
Dniepru do Morza Czarnego). Liczba uczestników wyprawy malała w tym czasie z dnia na dzień,
gdyż stopniowo opuszczali franciszkanów Rusini, pełniący rolę przewodników.
Po przeprawieniu się przez Dniepr (kilka dni zajęło im pokonanie tej częściowo skutej lodem
rzeki) nastąpiło spotkanie zakonników z patrolującymi ten rejon wojownikami mongolskimi,
którzy (słusznie) uznali ich za szpiegów. Wszystko zakończyło się jednak szczęśliwie –
podróżnicy otrzymali wojskową eskortę i skierowano ich w rejon Astrachania, gdzie przebywał Batu-chan, dowódca ordy liczącej
60 000 wojowników i namiestnik wielkiego chana. Brzegiem Morza Azowskiego i przez stepy Kumanii mnisi dotarli do delty Wołgi. W Saraju będącym stolicą Złotej Ordy zastali 4 kwietnia potężną armię, która wcześniej najeżdżała Bułgarię, Węgry, Ruś i Polskę. Jednak uzyskanie audiencji u Batu-chana nie było sprawą prostą. Jak później wspominał Jan z Grabowej Doliny:

(...) Powiedziano nam, że powinniśmy przejść między dwoma ogniami. Tego żadną miarą nie chcieliśmy uczynić. Lecz powiedzieli nam: Idźcie spokojnie, ponieważ nie każemy wam przechodzić z innego powodu między tymi dwoma ogniami, jak tylko dlatego, ażeby jeżeli coś złego knujecie w myślach przeciw naszemu panu albo jeżeli niesiecie truciznę, ogień mógł usunąć wszelkie zło. Odpowiedzieliśmy im: Dlatego przejdziemy, abyśmy nie byli podejrzani o takie sprawy.

7 kwietnia Batu-chan przyjął od zakonników przywiezione z Polski kosztowne dary w postaci skór bobrowych i borsuczych, a następnie pozwolił im na kontynuowanie podróży w głąb Azji, ale nakazał rozdzielić się. Franciszkanie pozostawili, jak im polecono, konie
i służebnych, których mieli ze sobą. W Saraju zostali bracia Czesław i C. de Bridia, a w dalszą drogę 8 kwietnia (była to Wielkanoc) wyruszyli tylko legat papieski Jan di Piano Carpini oraz jego sekretarz Benedykt Polak. Otrzymali oni odpowiedni firman gwarantujący im opiekę chana, świeże konie i tłumaczy na język ruski.
Rozpoczęła się najbardziej wyczerpująca część podróży. Trzy i pół miesiąca zajęło posłom dotarcie do Karakorum, ówczesnej stolicy chanów mongolskich. Najpierw na północ od Astrachania przeprawili się przez Wołgę. Jechali teraz całymi dniami, a niekiedy także nocą, pod eskortą przydzielonych im ordyńców, zmieniając konie trzy lub cztery razy na dobę. W ciągu 106 dni przebyli około 5 tysięcy kilometrów.
Benedykt został pierwszym polskim podróżnikiem, który przekroczył, a raczej przepłynął granicę
innego kontynentu (a dokładniej: granicę innej części świata; nie można jednak
wykluczyć, że jacyś polscy jeńcy zostali wcześniej zapędzeni w te strony). Średniowieczni
geografowie uważali, że granica Europy i Azji przebiega wzdłuż Wołgi. Kierując się dzisiejszymi umownymi ustaleniami, przyjmuje się, że stanowi ją rzeka Ural, która wówczas nosiła nazwę Jaik. Z notatek prowadzonych przez brata mniejszego Benedykta wynika, że przeprawili się przez nią w kwietniu 1246 roku.
Chociaż podróżnicy bardzo dokładnie opisali swą azjatycką trasę, jest ona dziś dość trudna do
precyzyjnego odtworzenia ze względu na zmiany w nazewnictwie geograficznym, jakie zaszły
w następnych wiekach, w których miały miejsce liczne przemieszczenia ludów, zwłaszcza
koczowniczych plemion. Najczęściej przyjmuje się, że Carpini i Benedykt
Polak jechali przez obszary dzisiejszego Kazachstanu, którego europejska część sięga
niemal do Wołgi (kraj Kangitów). Posuwali się wówczas przez Wielki Step jeszcze szybciej niż dotychczas, zmieniając konie 5-7 razy dziennie. Ich dalsza droga wiodła nad Morze Kaspijskie i Jezioro Aralskie.
Dotarli do granicy Białej Ordy, wkroczyli do ziemi Bisermanów i ruszyli dalej, zapewne wzdłuż Syr-darii (wielka rzeka, której nazwy nie znamy). W swoich relacjach podróżnicy wymieniają położone nad brzegami tej rzeki miasto Yangikent (Jankink), oraz nieco dalsze miasta – Ornas (Orpar) i Barchin. Minęli lekko zasolone jezioro Bałchasz, które uznali za małe morze (trafiliśmy nad jakieś niezbyt wielkie morze, którego nazwy nie znamy. Brzegiem owego morza szliśmy wiele dni. Na morzu tym znajduje się wiele wysp. Pozostawiliśmy je po lewej stronie. Kraj ten obfituje w wiele rzek, choć są one niewielkie). Przejechali przez północną część Siedmiorzecza, przebyli pustynię Gobi (od 16 kwietnia do 17 maja) i pokonali górzyste obszary Chorezmu (od 17 maja do 15 czerwca). Wędrując dalej przez Wyżynę Mongolską dotarli 28 czerwca nad brzeg rzeki Irtysz w pobliżu Ałtaju, czyli znaleźli się na granicy ułusu wielkiego chana.
Po wkroczeniu do kraju Najmanów Benedykt zaproponował, aby przez góry
przejechać konno, ale nie pozwolili na to Mongołowie, którzy ocenili, że stoki są zbyt strome i z tego powodu może zginąć i koń, i człowiek.
Dlatego musieli przeprawić się przez Ałtaj Mongolski pieszo.
Zgodnie z tym, co przewidział książę Wasylko, na całej trasie podróży na franciszkanów czekali
liczni urzędnicy mongolscy, zatrzymując posłów pod różnymi pretekstami. Jednak każdy z nich
natychmiast zaprzestawał czynić im trudności w podróży, gdy tylko otrzymał od posłów dary w
postaci futer.
Zakonnicy bez przerwy znajdowali się w towarzystwie mongolskich wojowników, którzy pełnili
jednocześnie rolę przewodników i ochrony. Korzystali z koni rozstawnych poczty mongolskiej.
Podczas tej długiej wyprawy, zmęczeni mnisi z trudem utrzymywali się w siodłach, gdyż jechali
od rana do nocy, a na olbrzymich bezludnych obszarach odżywiali się niemal wyłącznie prosem z solą.

### Na dworze wielkiego chana

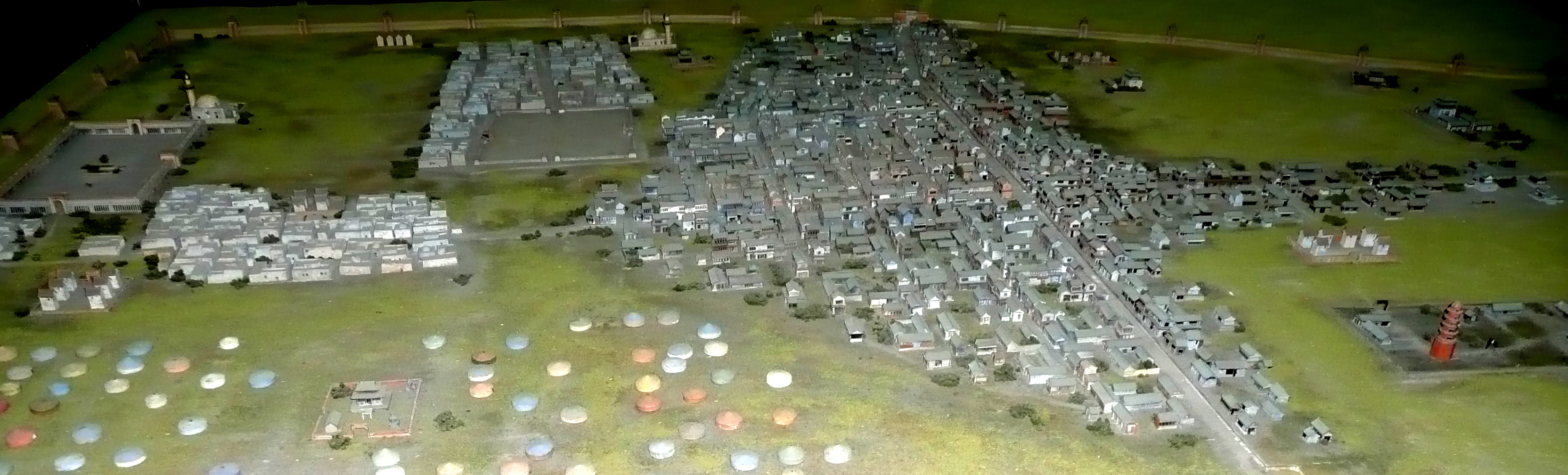
Makieta średniowiecznego miasta Karakorum

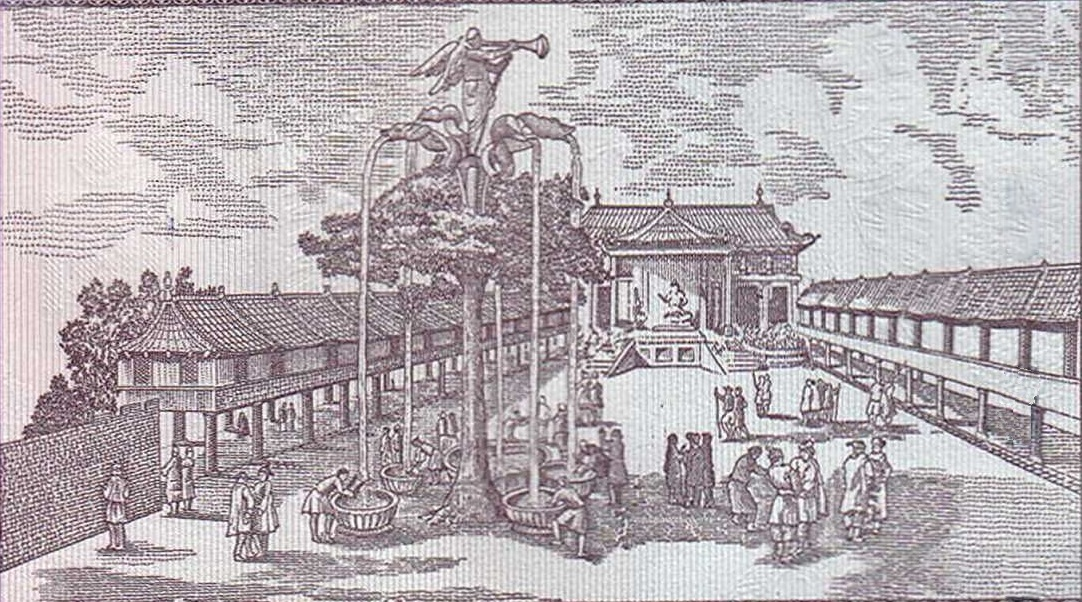
XIX-wieczne wyobrażenie pałacu Gujuka

W dzień św. Marii Magdaleny, czyli 22 lipca 1246 roku posłowie dotarli wreszcie do letniej siedziby chana – Syra Ordy nad rzeką Orchon, w legendarnym mieście Karakorum, które powstało w XIII wieku wraz z państwem mongolskim, jako siedziba Czyngis-chana (na południowy zachód od obecnej stolicy Ułan Bator). W tym uświęconym tradycjami rejonie znajdowały się główne siedziby władców imperiów koczowniczych od czasów Xiongnu, a już od V wieku mieściły się tu stolice różnych państw przedmongolskich, m.in. Turkutów i Ujgurów. Franciszkanie przez miesiąc musieli czekać na audiencję, gdyż nieopodal odbywał się akurat wtedy wielki kurułtaj, czyli wybieranie wielkiego chana. Od śmierci Ugedeja trwało bowiem bezkrólewie. Nowym władcą został wybrany Gujuk, najstarszy syn zmarłego władcy (co wówczas wcale nie było regułą). Najpoważniejszym konkurentem do tronu był jeden z braci stryjecznych Gujuka – Batu. Carpini i Benedykt byli w tym czasie źle traktowani i omal nie umarli z głodu. W tak trudnych warunkach wyciągnął do nich pomocną dłoń ruski złotnik Kuźma, który potajemnie dostarczał im jedzenie, a potem dzięki niemu zostali odesłani do (znajdującego się obok) pałacu matki Gujuka Töregene-katun, która przez ostatnie pięć lat sprawowała samodzielne rządy jako regentka imperium mongolskiego. Posłowie byli świadkami katastrofalnych opadów gradu olbrzymiej wielkości oraz powodzi, która zniszczyła wiele domostw w mieście (utonęło ponad 160 osób).
Na dworze Gujuk-chana franciszkanie przebywali aż cztery miesiące. Dzięki temu udało im się porozumieć i nawiązać kontakty z przybyłymi na intronizację licznymi poselstwami, m.in. z Kalifatu Bagdadzkiego, Sułtanatu Delhijskiego, Gruzji, Korei (królestwa Goryeo) i Chin. Było tam łącznie około 3 do 4 tysięcy wysłanników z niemal całej Azji. Wszyscy oni przywieźli ze sobą zwyczajowe dary dla nowego wielkiego chana, a ci z podbitych krajów – dodatkowo jeszcze daniny.
Intronizacja miała miejsce 24 sierpnia w Tumen Amgalant – Pałacu Dziesięciu Tysięcy Lat, zwanym także Żółtym Pawilonem. Uroczystość odbywała się zgodnie ze zwyczajem w innym miejscu niż kurułtaj, na którym wybrano władcę, i trwała tydzień. Carpini i Benedykt brali w niej udział i potem w swoich sprawozdaniach w zachwycie pisali o wielkim przepychu, o wielonarodowym charakterze dworu chana, o odbywających się tam wspaniałych ucztach i zabawach. Widzieli nieprawdopodobne bogactwa, m.in. około 500 zaprzężonych w konie i muły wozów wypełnionych po brzegi złotem, srebrem, kamieniami szlachetnymi, perłami, jedwabiem, złotogłowiem, drogocennymi skórami i futrami. Przypominający olbrzymi namiot pałac wielkiego chana mieścił aż 2000 osób, nakryty był białym jedwabnym złotogłowiem, a słupy, na których się wspierał, obite zostały złotą blachą, przytwierdzoną również złotymi gwoździami. Tron władcy był misternie wyrzeźbiony z kości słoniowej. Gujuk podzielił się otrzymanymi kosztownościami ze swoimi krewnymi oraz z najwyższymi dostojnikami imperium mongolskiego.
Cesarz Gujuk (jak go tytułowali Carpini i Bendykt) według ich późniejszych opisów może mieć czterdzieści lub czterdzieści pięć lat albo i więcej. Jest średniego wzrostu, bardzo roztropny, niezmiernie przebiegły, bardzo poważny i dostojny w zachowaniu.
Carpini i Benedykt przez cały okres pobytu w Karakorum znajdowali się pod czujną strażą mongolskich wojowników. Podczas uroczystości koronacyjnych byli po raz pierwszy przyjęci przez Gujuka, a dopiero 11 listopada zaproszono ich na drugą audiencję. Wielki chan okazał wielką życzliwość przybyłym franciszkanom, przyjął złożone mu dość skromne dary w postaci niewielu pozostałych skór bobrowych i borsuczych (najcenniejsze futra otrzymane od księżnej Grzymisławy zakonnicy musieli dać wcześniej Batu-chanowi) i nakazał zgodnie z ceremoniałem odczytać list papieski. Pozwolił też przybyłym zakonnikom wygłosić mowy misyjne (uczynili to z wielkim zapałem i zaangażowaniem). Potem jednak uniknął konkretnej odpowiedzi na apel o otwarcie serca dla nauki Jezusa. Jego odpowiedź na inne papieskie propozycje była natomiast negatywna i nieprzychylna. Butny władca zażądał, aby ojciec święty osobiście przybył do niego na czele wszystkich władców Europy, aby oddali mu oni hołd i złożyli przysięgę wierności. W zamian za to oferował im pokój i nieagresję ze swojej strony. 13 listopada 1246 roku posłowie dostali list napisany w czterech językach (po mongolsku, persku, turecku i łacinie). Pismo pełne było gróźb i propozycji poddania się pod opiekę Mongołów. Gujuk w tym liście ogłosił siebie cesarzem wszystkim wierzących. Wyraził też oburzenie, że ludzie Zachodu uznają swoją religię za jedyną prawdziwą, a innowiercami gardzą, gdyż według niego nie wiadomo, kogo Bóg obdarza swoją łaską. Jeszcze tego samego dnia, po otrzymaniu zezwolenia na powrót, posłowie wyruszyli w drogę.

### Powrót do Lyonu

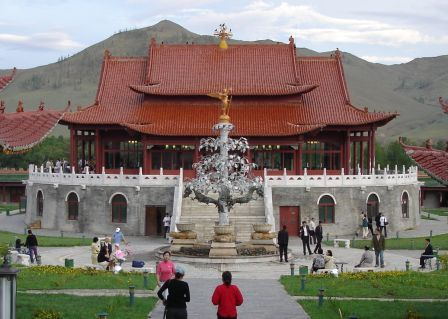
Współczesna próba rekonstrukcji Tumen Amgalant

Wracali 1 rok i 5 dni. Narzekali na trudy podróży przebiegającej podczas strasznej zimy.
Niejednokrotnie musieli spać na stepie bezpośrednio na ziemi, w zagłębieniach terenu lub w zaspach. Nierzadko budzili się rano całkowicie przykryci śniegiem, który nocą został na nich nawiany przez silny wiatr. Azjatyckie mrozy przetrwali owijając się szczelnie bandażami. Na Wielkim Stepie znów żywili się tylko prosem, a pili wyłącznie wodę uzyskaną z roztopionego śniegu i podgrzaną w kotle nad ogniskiem. Chociaż jechali pośpiesznie, to jednak udało się im dokonać wielu cennych obserwacji ziem podbitych przez Mongołów. Cały czas pilnie sporządzali kroniki oraz opisy przebytych krain i spotkanych ludzi.

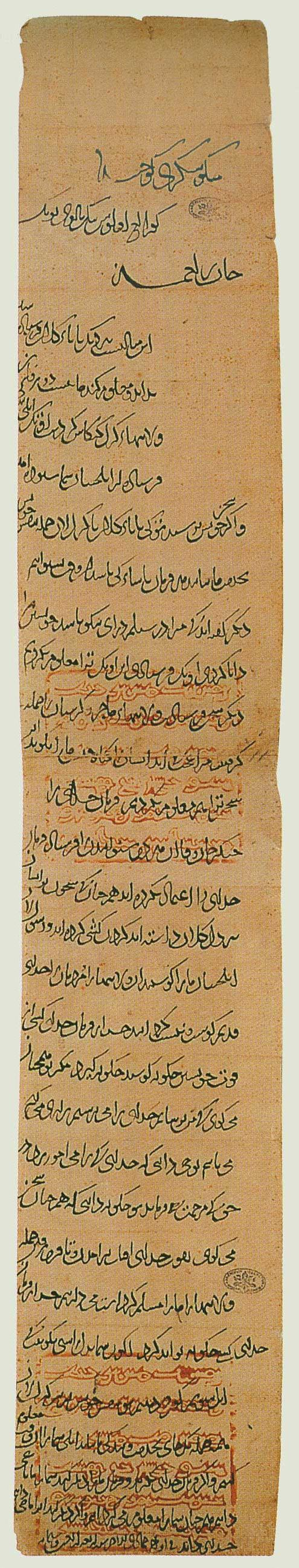
List Gujuka do papieża

Ze zdumieniem zauważyli, że Mongołowie nie jedzą chleba ani warzyw, ani owoców, ani roślin strączkowych, ani niczego innego niż mięso. (...) Jeżeli mają mleko klaczy, piją je w ogromnej ilości. Piją również mleko owcze, kozie a nawet wielbłądzie. (...) Latem natomiast, ponieważ mają pod dostatkiem mleka klaczy rzadko jedzą mięso.(...) Owi Tatarzy są ogólnie rzecz biorąc średniego wzrostu i dość szczupli z powodu (picia) kobylego mleka. (...) Twarze mają szerokie, policzki wystające. (...) O szatach ich należy wiedzieć, że mężczyźni i kobiety noszą jednakowe szaty. (...) Dzieci ich, skoro tylko ukończą dwa lub trzy lata, zaczynają jeździć konno, kierują końmi galopują na nich, są one bardzo zręczne, a także odważne. (...) Domy ich zwą się namiotami i są okrągłe, wykonane z gałęzi i słupów. U góry mają okrągłe okno ze względu na dym, dach i wejście są z wojłoku. Różnią się jednak co do wielkości i mogą być ruchome.
Zakonnicy widzieli, jak Mongołowie bardzo dbają o przepowiednie,
wróżby z lotów ptaków, czary i zaklęcia, jak
wierni swoim zwyczajom dzielą się jedzeniem z przodkami oraz z Matką Ziemią i z Wiecznym Niebem. Usłyszeli też opowieści o tym, że groby wielkich chanów są starannie ukrywane, tak aby nikt nie mógł ich już nigdy znaleźć – zmarłego chowa się na obszarze bezludnym w naturalnym zagłębieniu terenu, przy czym starannie zasypuje się to miejsce i zakrywa je trawą. Jedynie Ugedej nakazał w testamencie zasadzenie na swojej mogile krzewu, który miał czuwać nad pokojem jego duszy.
Według notatek franciszkanów niektóre plemiona mongolskie (znad Ononu i Toły) w 1009 roku przyjęły chrześcijaństwo z rąk chińskich kaznodziei nestoriańskich, a nabożeństwa odprawiano tam w języku aramejskim (tym samym, w którym mówił Chrystus). Jeden z nestorian miał być kanclerzem wielkiego chana.
Carpini i Bendykt dowiedzieli się też, że władcy mongolscy, wierni tradycjom stepowej wolności
religijnej już od dawna okazywali chrześcijanom swoją sympatię lub przynajmniej tolerancję. Gdy Czyngis-chan ożenił swoich synów z chrześcijankami, Ugedeja z Merkitką o imieniu Turakina, a Tołuja z kereicką królową Sorkaktani-beki, wówczas wybudowano kościoły, przygarnięto duchownych i nadano im majątki, a nestorianie stali się gorącymi zwolennikami chana i doszli w Mongolii do wielkiego znaczenia politycznego.
W maju 1247 roku franciszkanie dotarli nad Wołgę i spotkali tam czekających na nich współbraci. Podczas rocznego przymusowego pobytu w Saraju C. de Bridia najprawdopodobniej nauczył się języka mongolskiego i zdobył wiele cennych informacji na temat strategii i taktyki najazdów na Europę.
Do Kijowa zakonnicy dotarli 10 czerwca. Ludność tego miasta wyszła im na spotkanie, a obecny tam wtedy książę Wasylko Romanowicz wyprawił ucztę na cześć papieskich posłów.
W lipcu podróżnicy byli już w Polsce, ale okazało się, że tutaj po 19 miesiącach prawie nikt
już na nich nie czekał, ponieważ stracono dawno nadzieję, że jeszcze żyją. Kiedy jednak
rozeszła się wiadomość o ich powrocie, zostali powitani jak bohaterowie. Mnisi wysłani przez
ojca świętego do Tatarów, powracali bowiem mając przy sobie list, który władca mongolski
skierował do papieża. Całe miasta wychodziły im naprzeciw, przyjmowano ich z honorami najpierw w Polsce, a później także na innych największych europejskich dworach, urządzano na ich cześć przyjęcia, proszono o opowieści, które często spisywano.
W powszechnej opinii podróż taka była czymś całkowicie niezwykłym, bardzo niebezpiecznym, a mogli ją podjąć tylko ludzie wielkiej odwagi, wiedzy, kompetencji i wszelkich innych talentów
niezbędnych do przeżycia w najtrudniejszych warunkach i sytuacjach. Dotąd bowiem krążyły w
Europie wieści, że Mongołowie to ziejące ogniem z paszczy potwory, że podobni są do diabłów, mają głowy jak psy i pożerają ciała swych wrogów.
Autor XIII-wiecznej kroniki Chronica sancti Pantaleonis napisał, że jeden z tych braci mniejszych o imieniu Benedykt, Polak rodem, w czasie przejścia przez Kolonię przedstawił ustnie i jasno, jak widział i słyszał, pewnemu prałatowi, niegdyś scholastykowi kolońskiemu, w naukach bardzo biegłemu, treść tego listu i przebieg całej podróży odbytej. To dodano do oddzielnej przyniesionej przez tych braci księgi o pochodzeniu i obyczajach oraz wszelkich zwyczajach Tatarów, ponieważ ten (właśnie) brat ustnie (wyraźniej) uwydatnił szczegóły.
Mnisi przepłynęli promem Ren i 18 listopada 1247 roku dotarli do Lyonu, gdzie dawno już zakończył się sobór powszechny, ale wciąż rezydował w tym mieście
Innocenty IV (dowodził walką zbrojną z ekskomunikowanym i zdetronizowanym przez sobór cesarzem Fryderykiem II). Tam również przywitano franciszkanów jak ludzi cudem powracających z innego świata. Zakonnicy zdali papieżowi swe relacje, opowiedzieli wrażenia z podróży, wręczyli mu list od Gujuk-chana oraz notatki i opisy, które sami sporządzili. Tak zakończyła się ich misja.

## Po zakończeniu wyprawy

### Powrót z Lyonu do Polski
Jesienią 1247 r. podczas drogi powrotnej do Polski przez Szampanię i Niemcy,
Carpini i jego towarzysze zostali zmuszeni do przekazania niedokończonego szkicu sprawozdania zainteresowanym nim osobom. W ten sposób został rozpowszechniony brudnopis ich relacji.

### Konsekwencje wyprawy
Wysłannicy papiescy większość trasy wyprawy pokonali konno w drewnianych mongolskich siodłach. Dokonali tego z bardzo wielkim trudem i wśród licznych niebezpieczeństw. Musieli przejeżdżać przez stepy, pustynie i góry, latem i zimą, w ostrym klimacie, jaki panował w tym okresie. Podróż trwała 2 lata i 7 miesięcy (od 16 kwietnia 1245 do 18 listopada 1247), z czego na pobyt u Mongołów przypadł 1 rok i 4 miesiące.
Papiescy posłowie wracali nie spełniwszy najważniejszego zadania, czyli skłonienia wielkiego
chana do przyjęcia chrześcijaństwa. Innocenty IV zdawał sobie jednak sprawę z tego, że cel ten
był wówczas niemal nieosiągalny. Przywieźli za to ze sobą ogrom informacji o krajach i ludach
Dalekiego Wschodu.
Ten pierwszy, w miarę dokładny i rzeczowy rekonesans zainicjował serię dalszych kontaktów
dyplomatycznych, handlowych i misyjnych. Miał on pionierskie i przełomowe znaczenie w dziejach odkrywania Azji. Znaczącą rolę w zbliżeniu obu tak całkowicie odmiennych cywilizacji odegrał Benedykt Polak, który skrzętnie zbierał informacje, nawiązywał kontakty, tłumaczył rozmowy, nie żałując sił i zdrowia, aby papieska legacja osiągnęła zamierzony cel.
Była to pierwsza europejska ekspedycja w głąb Azji. Bez jakichkolwiek map, bez
podstawowych informacji członkowie wyprawy przebyli około 19 tys. km (około 9 tys. km z
Lyonu do Syr-Ordy i około 10 tys. km z powrotem, gdyż z Polski do Francji udali się wówczas
dłuższą drogą przez Wiedeń i Kolonię). Poruszali się więc ze średnią prędkością około 20 km na dobę, wliczając w to jednak liczne postoje, w tym najdłuższy, czteromiesięczny na dworze
Gujuka. Natomiast w niektórych miejscach na Wielkim Stepie, gdy zmieniali zmęczone konie na wypoczęte nawet 7 razy dziennie, prawdopodobnie przemierzali ponad 100 kilometrów na dobę. Gdyby nie użycie takich właśnie regularnie zmienianych wierzchowców
znajdujących się w dyspozycji doskonale działającej poczty mongolskiej, podróż zajęłaby
wielokrotnie więcej czasu, a najprawdopodobniej nie byłaby w ogóle możliwa. Z zachowanych notatek Benedykta wynika, że znaczącą rolę w powodzeniu wyprawy odegrały podarunki dla mongolskich dostojników, czyli futra, w które franciszkanie zaopatrzyli się jeszcze w Polsce. Tatarzy zawsze bowiem pytali: Z czym przyszliście się pokłonić naszemu panu?.

### Relacje z podróży
Benedykt Polak podczas powrotu z Lyonu do Polski zatrzymywał się w licznych klasztorach, gdzie opowiadał o podróży. Po powrocie, już w macierzystym domu zakonnym we Wrocławiu (albo też w Krakowie lub w Pradze), podyktował on po polsku bratu C. de Bridia sprawozdanie z ekspedycji, które później zostało przetłumaczone na łacinę. Ta relacja pozostawała wtedy poufnym papieskim dokumentem. Nosiła tytuł Historia Tartarorum.
Benedykt później również sam napisał rozprawę De Itinere Fratrum Minorum ad Tartaros (Sprawozdanie) będącą owocem podróży do Azji. Miała ona walory przełomowego
dzieła naukowego – był to pierwszy europejski traktat o kulturze i językach krajów Dalekiego Wschodu, zawierał wiele wyrazów mongolskich wraz z ich tłumaczeniem na łacinę. W relacji znalazł się również bezcenny opis krain leżących poza granicami znanego wówczas świata (zarówno rzeczowe informacje, jak i bajki o ludach z oczyma na piersi czy z głowami psów). Benedykt przedstawił wielkiego chana jako biblijnego Goga, a Batu – jako Magoga. Autor zacytował w tym dziele w całości list Gujuka do papieża, a także podał sporo informacji mających związek z Polską. Dotyczyły one przebiegu bitwy pod Legnicą i losów księcia Henryka Pobożnego, co pozwala przypuszczać, że rozprawa najpierw została napisana po polsku, a potem przetłumaczono ją na łacinę. Wrocławski franciszkanin w pełni zasługuje więc na miano pierwszego orientalisty.
Nie wspomnieli jednak o Benedykcie w swoich kronikach jego współbracia franciszkanie, ani Długosz. Tylko w obcych źródłach przetrwała historia jego podróży, dlatego przylgnął do jego imienia przydomek – Polak (Benedictus Polonus).
Sprawozdanie po raz pierwszy opublikowano dopiero w 1839 roku w Paryżu. Zostało ono natomiast przetłumaczone na język polski w 1986 roku przez adwokata Andrzeja Jochelsona i opublikowane w Kalendarzu Świętego Antoniego.
Po powrocie z wyprawy również Jan di Piano Carpini napisał we Włoszech w 1247 roku rozprawę Historia Mongalorum quos nos Tartaros appellamus (Historia Mongalorum, Historia Mongołów), gdzie szczegółowo zrelacjonował wyprawę, podał ogrom informacji o krajach i ludach Dalekiego Wschodu, opisał życie Tatarów, ich kulturę, wierzenia, struktury państwowe, organizację armii, sposoby prowadzenia wojny oraz zarządzania podbitymi krajami. Wynikało to z faktu, że jako legat papieski zobowiązany został do przygotowania solidnego raportu dla ojca świętego. Była to zatem synteza materiału zebranego podczas wyprawy, z całą pewnością zawierająca rezultaty obserwacji zarówno jego samego, jak i Benedykta, o którym w przedmowie do swojego raportu bardzo życzliwie się wyraża jako o swoim nieodstępnym towarzyszu i przypisuje mu równą zasługę w osiągnięciu celu wyprawy.
Jan del Carpione w rok po powrocie z wyprawy do Mongolii został mianowany arcybiskupem
Antivari. Był jeszcze ponadto wysłany jako poseł papieski do Ludwika IX. Zmarł w swojej diecezji 1 sierpnia 1252 roku, co być może było skutkiem nadwerężenia zdrowia trudami wyprawy do Mongolii.
W sumie posłowie spisali więc trzy obszerne relacje. Wywołały one w Europie ogromne zainteresowanie odległą Azją i Tatarami. Dzieła zostały napisane niezmiernie interesująco i żywo. Do dzisiaj stanowią jedno z głównych źródeł wiedzy o Mongołach, a także o innych grupach etnicznych (m.in. takich jak Rusini, Bułgarzy, Baszkirzy, Chińczycy, czy Samojedzi) – są to najstarsze europejskie opisy historyczno-geograficzne Azji Środkowej.
Papiescy wysłannicy zachwycali się bitnością i organizacją mongolskiego wojska. Tak je opisywali: (...) przywdziewają złotogłowy i jedwabie, futra soboli i gronostajów. Zbroja jest piękna, znakomita, zrobiona ze skór bawolich. Bronią ich są miecze i maczugi, ale – przede wszystkim – łuki. Są doskonałymi wojownikami i mogą zdziałać więcej niż inni bo, gdy zajdzie potrzeba, to mogą i miesiąc nie jeść, a ich konie postępują naprzód zadowalając się tylko trawą. Nie masz na świecie wojska bardziej wytrzymałego na trud i znoje, bitniejszego i tańszego, mają doskonałą organizację wojskową a sprawiedliwość u nich jest prosta i szybka. Za zabójstwo nie masz przebaczenia. Za nieposłuszeństwo, za rabunek – śmierć. Przecinają go mieczem na pół lub dostaje kije, gdy zrabował niewielką rzecz.
Podróż ta rozwiała wiele uprzedzeń. Upewniono się, że Tatarzy to lud okrutny, ale nie bez
moralności. Franciszkanie wyraźnie docenili tamtejszą uczciwość i czystość rodzinną, ochronę życia kobiet i dzieci pokonanych wrogów  oraz tolerancję religijną. Charakterystyczną cechą Mongołów był ich szacunek do posłów, na których nigdy nie napadano, lecz przeciwnie – raczej im pomagano w wypełnieniu misji. Posłowie przywieźli jednak również jasne, groźne przesłanie dla Europy: Podbić wszystką ziemię, pozostawione Mongołom w testamencie przez Czyngis-chana.
Po tej wyprawie najeźdźcy przestali być kimś zupełnie nieznanym, niezrozumiałym i przerażającym. Europa zyskała wreszcie możliwość przejrzenia wroga i poznania taktyki jego
walki. Tatarzy, ówczesny flagellum Dei (bicz Boży) zyskali ludzką twarz, a nawet twarz prochrześcijańską. W Europie doceniono także atrakcyjność możliwego handlu z imperium mongolskim.
Zdano sobie wtedy również sprawę, że pojawiła się nowa, trzecia potęga – potencjalny sojusznik
wojskowy do walk chrześcijaństwa z innowiercami. Ponadto relacje podróżników uczyły i moralizowały podkreślając np. wyższość mongolskiej kultury i techniki nad europejską. Podobnie – ich administracji państwowej, organizacji i mobilności wojska.

## Benedykt Polak a inni podróżnicy

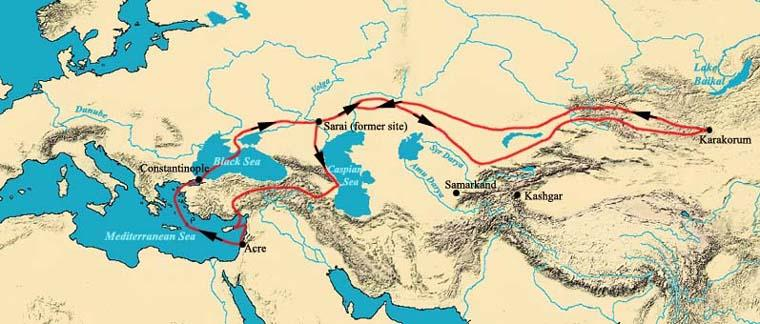
Trasa podróży Wilhelma z Rubruk

W świadomości Europejczyków XXI wieku tym, który odkrył dla Zachodu tajemnicze i bogate królestwa wschodniej Azji, jest jednak wenecki kupiec Marco Polo (1254–1324). Siedemnaście lat pobytu w Chinach, jak również sześć lat wędrówki tam i z powrotem do Państwa Środka, uwiecznił on w swym Opisaniu świata. Ta jego niezwykła relacja z podróży rozbudziła w ludziach średniowiecza chęć poznawania świata i w dużej mierze odmieniła naszą cywilizację.

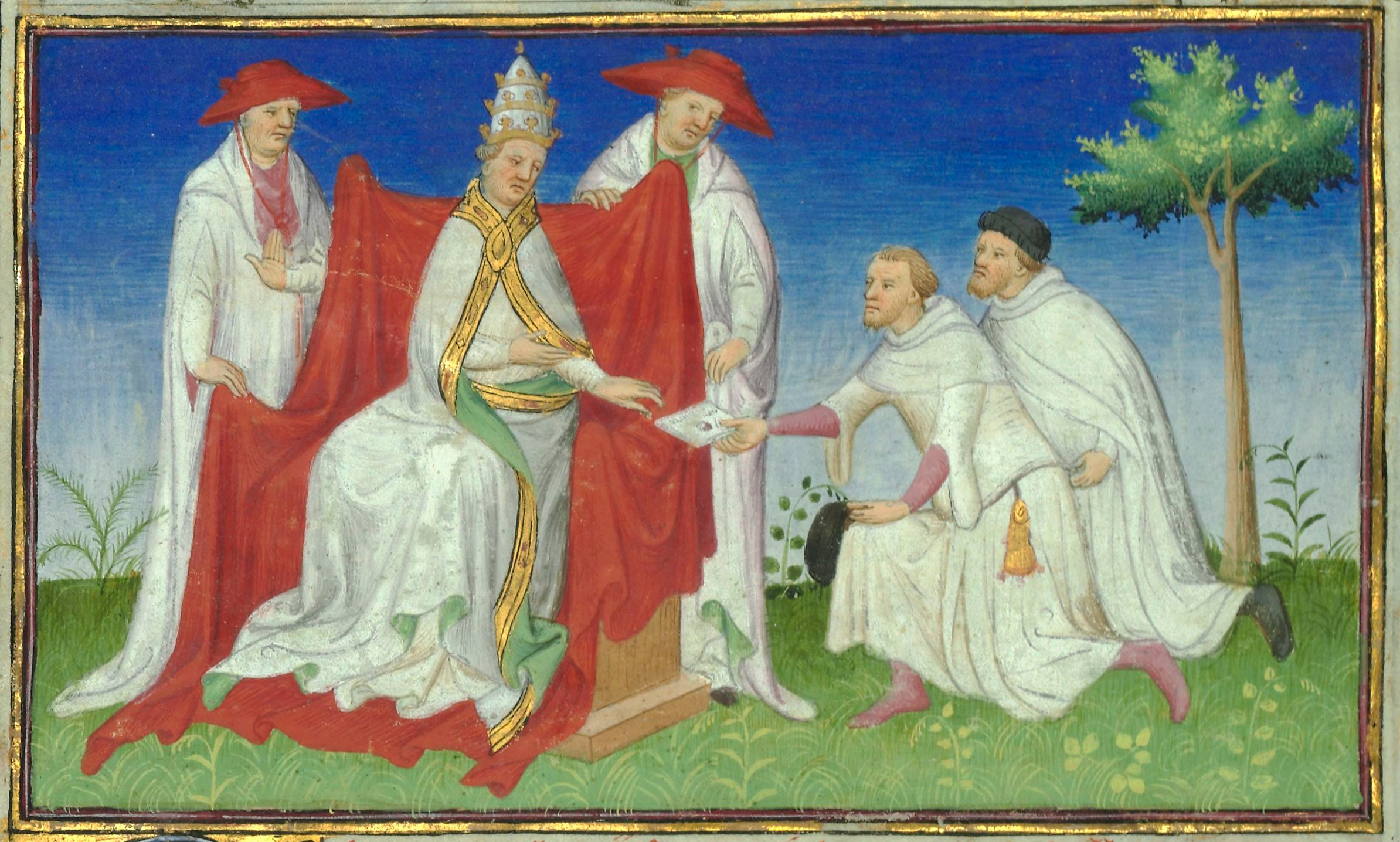
Niccolò i Matteo Polo doręczają papieżowi Grzegorzowi X list od Kubilaj-chana (1271)

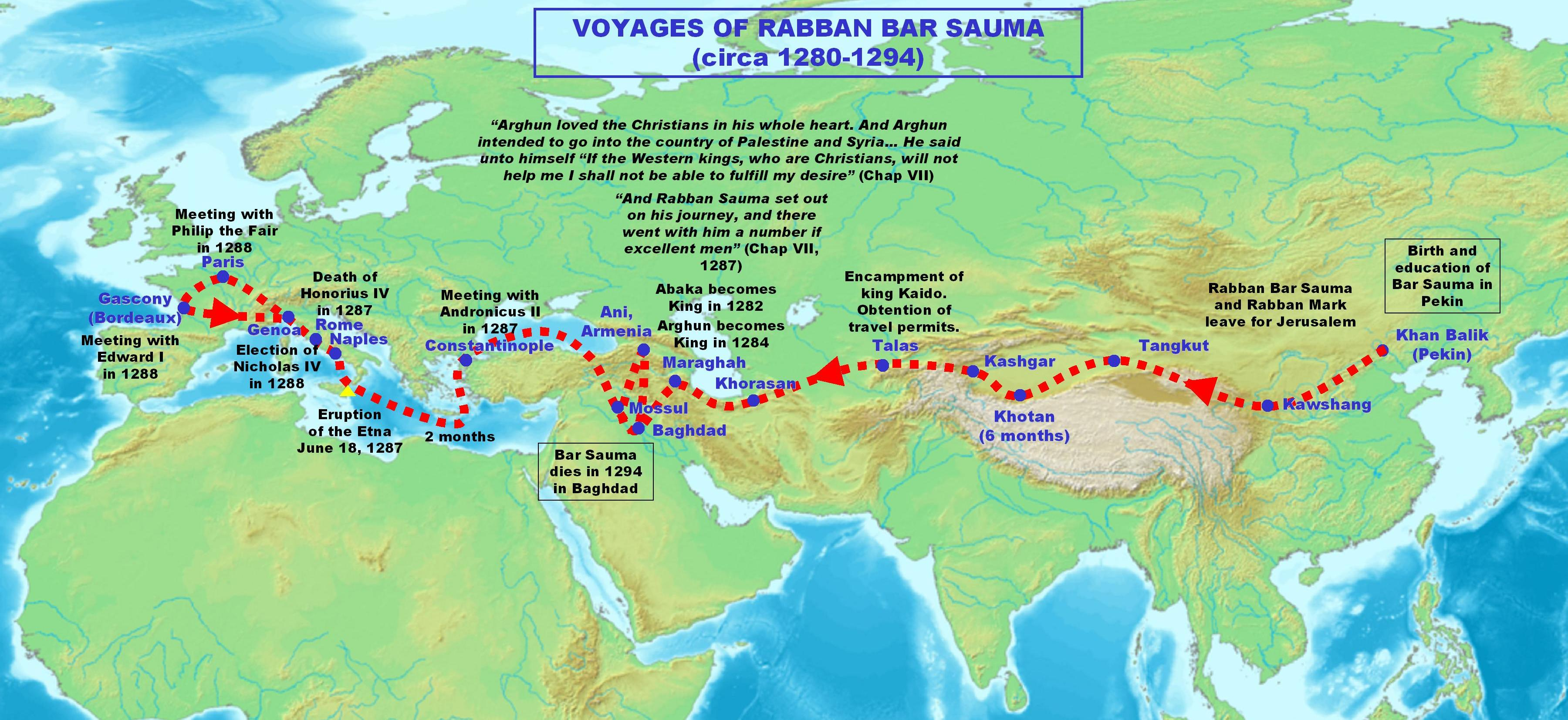
Trasa podróży Rabbana Saumy

Niewielu mieszkańców Europy jednakże wie, że już w lipcu 1246 r. dwaj franciszkanie – legat
papieski Włoch Carpini i tłumacz z Wrocławia Benedykt Polak stanęli przed obliczem wielkiego
chana. Był to pierwszy kontakt z Imperium Mongołów, na długo przed wyprawą Marco Polo, która przypadła w czasach panowania następnego władcy – Kubilaja. Zdążył on już w tym czasie podbić Chiny i przenieść stolicę swego imperium z Karakorum do Chanbałyku (dzisiejszego Pekinu). Wiarygodność relacji Marco Polo osłabia jednak to, że jego pobytu w Chinach nie potwierdzają żadne tamtejsze źródła. A zachowało się z tych czasów takich zapisków mnóstwo i to także dotyczących faktów niewspółmiernie mniejszej wagi. O wieloletnim pobycie kupca, który mógł się stać nawet przyjacielem chana, nie ma jednak ani słowa. Natomiast średniowieczne mongolskie kroniki odnotowują wcześniejszą o ćwierć wieku delegację złożoną z dwóch zakonników. 
Benedykt Polak nadal pozostaje postacią mniej znaną niż Marco Polo, mimo że Historia Tartarorum Benedykta jest uznawana przez historyków za bardziej rzetelną niż Opisanie świata.
Po Carpinim i Benedykcie w latach 1253–1255 do Mongolii odważyli się wyruszyć kolejni
franciszkanie – Wilhelm z Rubruk i Bartłomiej z Cremony, posłowie Ludwika IX. Dotarli oni do Karakorum również z zadaniem pozyskania chana jako sojusznika przeciw muzułmanom. W roku 1266 z Wenecji na dwór wielkiego chana dotarli Niccolò i Matteo Polo, a Marco Polo dopiero w roku 1275.
Carpini i Benedykt byli pierwszymi, którzy odbyli podróż do wnętrza Azji. Ich sukces zaowocował tym, że gdy następną próbę nawiązania stosunków z Mongołami podjął papież
Bonifacy VIII (wysłał on legata – franciszkanina Jana z Montecorvino), to kolejny chan Temür Öldżejtü przyjął go już bardzo dobrze, pozwolił mu zamieszkać w Pekinie i wybudować tam kościół katolicki. Ze swojej strony Mongołowie również usiłowali porozumieć się ze Stolicą Apostolską. Wysłali własnego posła – Rabbana Saumę, mnicha nestoriańskiego, w celu przygotowania sojuszu z władcami krajów chrześcijańskich dla wspólnej walki z Egiptem.

## Opinie historyków na temat znaczenia wyprawy
Relacja Carpiniego i Benedykta Polaka z powodu swej ogromnej doniosłości naukowej, autentyczności relacji i uprzytomnienia współczesnym rozległości krain, uważana jest za jeden ze słupów milowych historii i geografii światowej. Autorytety w dziedzinie historii geografii oceniają podróż, w której wziął udział Benedykt, jako pierwszą i jedną z najważniejszych średniowiecznych wypraw Europejczyków do Azji. Brytyjski historyk Charles Raymond Beazley nazywa ją najdonioślejszą średniowieczną podróżą i ubolewa, że istnieje pewna godna pożałowania tendencja niedoceniania tej wyprawy. Wybitny francuski historyk geografii Louis Vivien de Saint-Martin, autor fundamentalnej pracy poświęconej największym odkryciom geograficznym, Histoire de la gèographie et des dècouventes gèographiques, napisał w 1873 roku o tej wyprawie, że tworzy ona godną uwagi epokę w historii geografii Azji.
Aż do drugiej połowy XIX stulecia misja dwóch franciszkanów pozostawała niemal całkowicie
zapomniana i nawet obecnie jest prawie nieznana. W ostatnich latach zaczyna się to zmieniać,
ale nadal obce źródła (szczególnie włoskie) mówią wyłącznie o osiągnięciach Carpiniego, nie
wspominając ani o udziale Benedykta, ani o szczególnej roli, jaką w genezie i realizacji wyprawy odegrała Polska i Polacy. Benedykt Polak otworzył historię podróżnictwa polskiego, a jego relacja prawdopodobnie stała się też jedną z przyczyn podjęcia podróży morskiej do Indii przez Krzysztofa Kolumba, który był tercjarzem franciszkańskim, czytał dzieła Marco Polo (a prawdopodobnie również sprawozdania Carpiniego, Benedykta
i C. de Bridia) i planował nawet wyprawę lądową do Azji.

## Dalsze życie po wyprawie

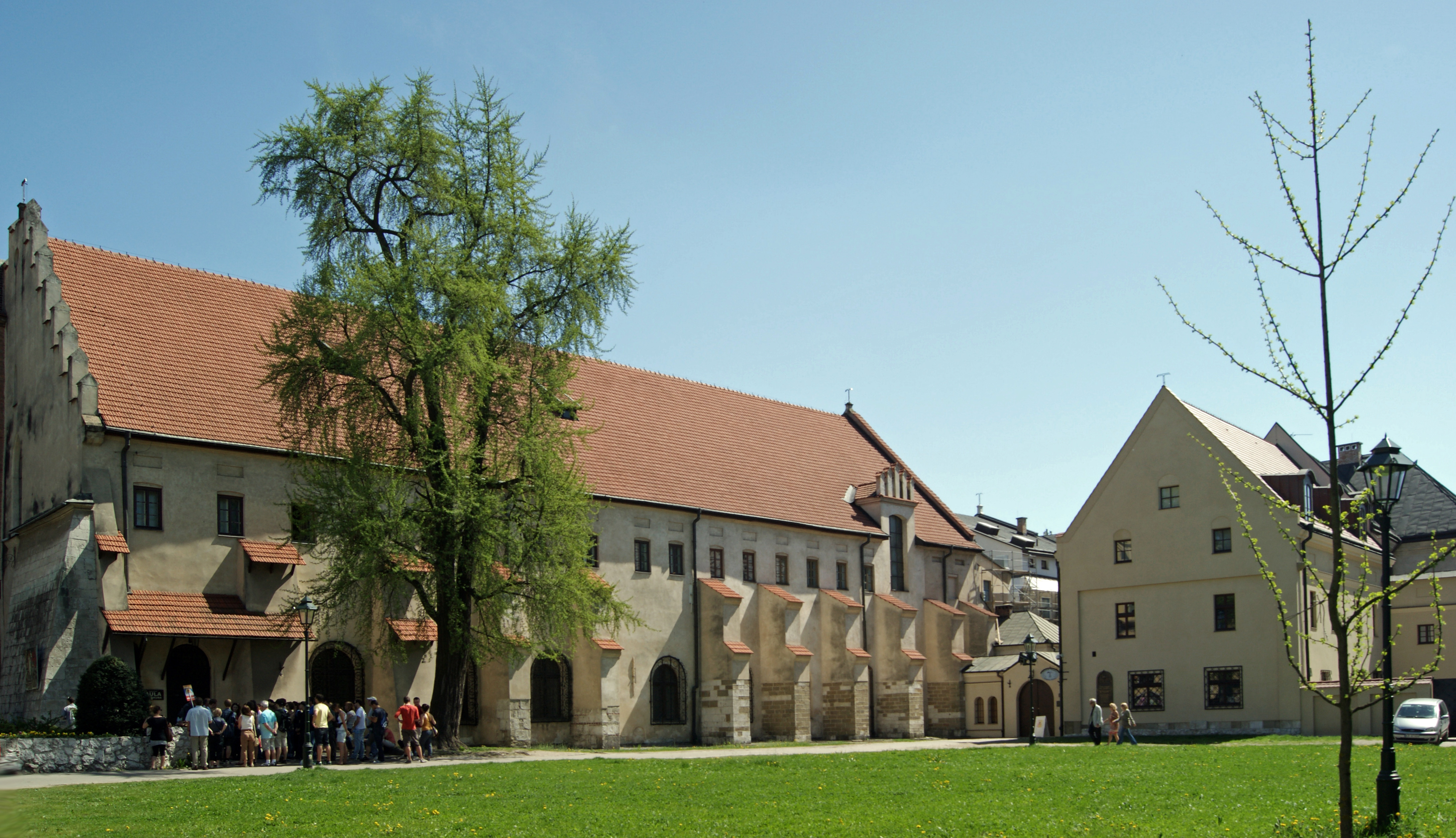
Klasztor franciszkanów w Krakowie

W XIII-wiecznych polskich źródłach Benedykt Polak pojawia się później tylko raz – w dokumentach z 1252 roku. Pięć lat po powrocie z Mongolii Benedykt zeznawał mianowicie jako świadek cudu w procesie kanonizacyjnym biskupa Stanisława ze Szczepanowa (gwardian zakonu braci mniejszych, który był u Tatarów). Wiadomo stąd, że został gwardianem klasztoru franciszkanów w Krakowie lub w Inowrocławiu (in Juniwladislawia). Zmarł więc na pewno po roku 1251 ale niekiedy
jest podawany niczym nie potwierdzony rok 1280 jako rok śmierci. Ani miejsce jego zgonu, ani spoczynku nie są znane.

## Upamiętnienie

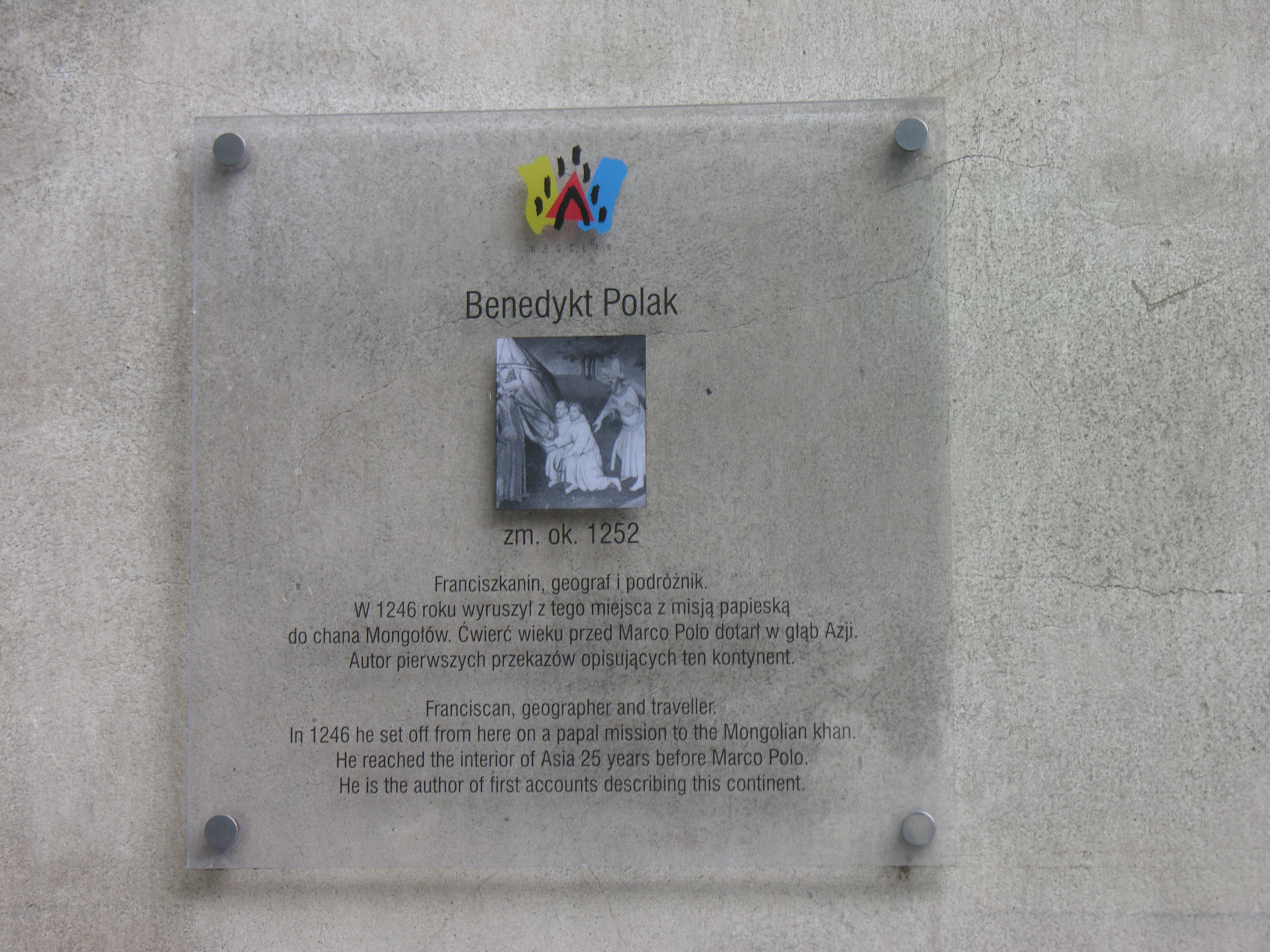
Tablica pamiątkowa na pl. Biskupa Nankiera we Wrocławiu odsłonięta 11 grudnia 2004 przez władze Wrocławia i uczestników I Wyprawy śladami Benedykta Polaka

Wrocław uhonorował ojca Benedykta Polaka nazwą jednej z ulic (pomiędzy
ulicą Szczytnicką a pl. Grunwaldzkim). Na ścianie wrocławskiego kościoła św. Wincentego odsłonięto 11 grudnia 2004 roku tablicę poświęconą pierwszemu polskiemu podróżnikowi. W 1977 imię Benedykta Polaka nadano również jednej z ulic na warszawskim Ursynowie.
W roku 2004 śladami Benedykta Polaka wyruszyła wyprawa samochodowa zorganizowana przez Roberta Szyjanowskiego (http://www.benedyktpolak.org/pierwsza-wyprawa-2004.html) ze Szczecina. Była ona efektem fascynacji osobą pierwszego polskiego globtrotera ale także wieloletnich badań i przygotowań. Wyprawa trwała trzy miesiące (czerwiec–wrzesień) i przebiegła zgodnie z trasą opisaną przez Benedykta.

### Film „Wielcy Odkrywcy – Benedykt Polak”

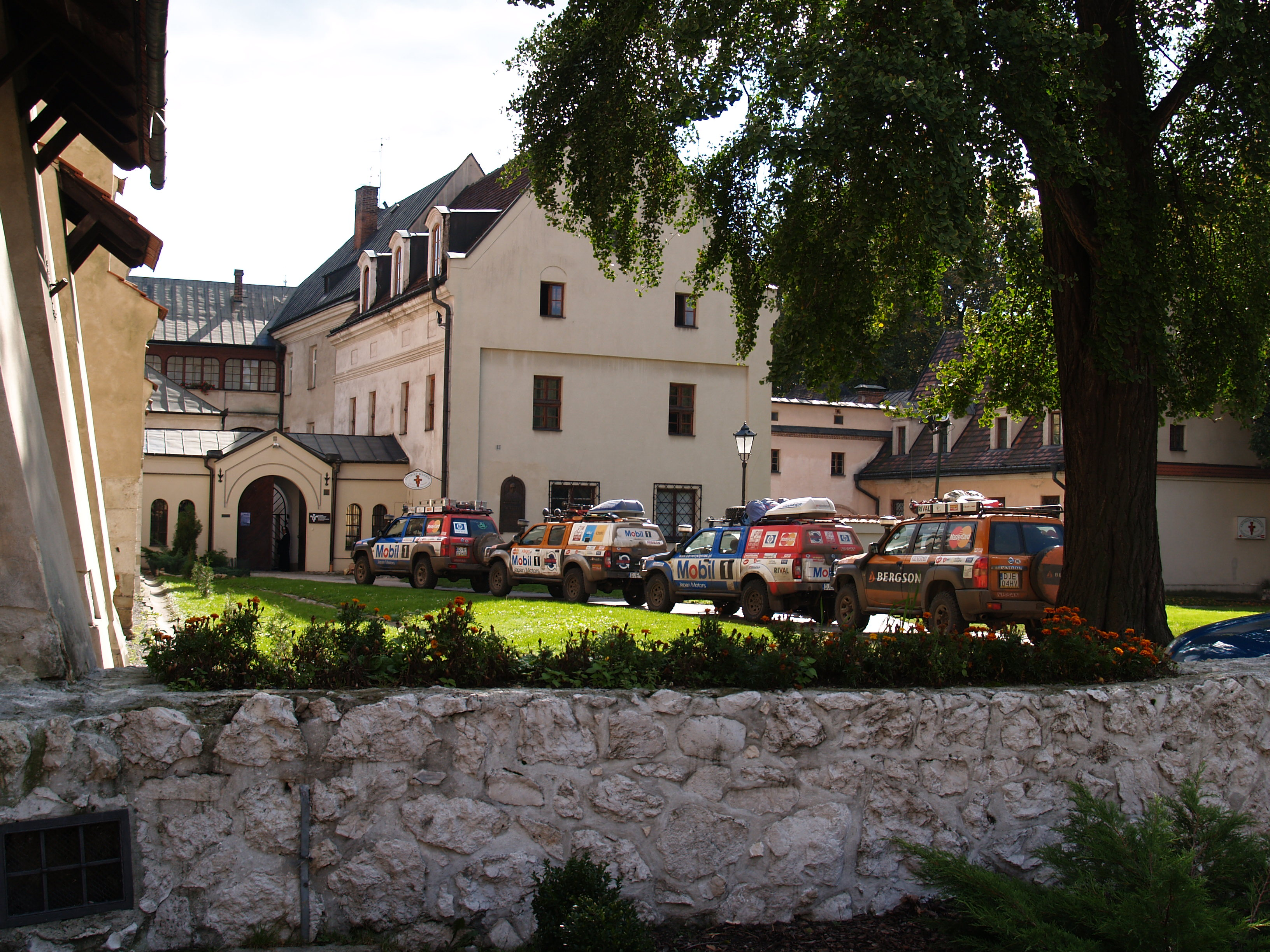
Zakończenie wyprawy 29 IX 2007 roku przed Klasztorem Franciszkanów w Krakowie.

W 2007 roku z inicjatywy Jerzego Szkamruka rozpoczęła się realizacja cyklu programów historycznych pt. Wielcy Odkrywcy – Benedykt Polak. Narratorem cyklu była Krystyna Czubówna, a brała w nim udział także Beata Pawlikowska. Reżyserem cyklu był Jarosław Minkowicz natomiast producentem, organizatorem i współautorem scenariusza – Jerzy Szkamruk. Zrealizowano 30 odcinków z wyprawy. Zostały one wyemitowane w TVP2. Oglądalność programu oscylowała od 900 tysięcy do 1,7 mln widzów.

### Jarmark Benedykta Polaka
W 2008 roku z inicjatywy burmistrza Łęczycy, na tamtejszym zamku odbył się pierwszy Jarmark Benedykta Polaka, na którym gościli twórcy programu „Wielcy Odkrywcy – Benedykt Polak”.

### W literaturze
Benedykt jest jednym z bohaterów powieści Deotymy (Jadwigi Łuszczewskiej) pt. Branki w jasyrze. Główna bohaterka powieści, Ludmiła, spotyka Benedykta i jego towarzyszy w stolicy imperium mongolskiego, dokąd przybył z misją.
W 2011 roku ukazała się książka dla dzieci Łukasza Wierzbickiego zatytułowana: Wyprawa niesłychana Benedykta i Jana. Historia prawdziwa o podróży Benedykta Polaka. W bajce Wróżby dla Kuźmy autor opisał dalsze losy bohaterów powieści.

## Twórczość
- Benedykt Polak, Sprawozdanie, w: Spotkanie dwóch światów. Stolica Apostolska a świat mongolski w połowie XIII wieku. Relacje powstałe w związku z misją Jana di Piano Carpiniego do Mongołów, pod red. Jerzego Strzelczyka, Poznań 1993, s. 224–233.
- Wielcy Odkrywcy – Benedykt Polak. Cykl 30 odcinków programów historycznych zrealizowanych w 2007 roku w Polsce, Ukrainie, Rosji, Kazachstanie i Mongolii dla TVP2

Produkcja: Jerzy Szkamruk, scenariusz: Jarosław Minkowicz: prowadząca Krystyna Czubówna.  Film otrzymał wiele nagród na polskich i zagranicznych festiwalach filmowych.
- Wielcy Odkrywcy – Benedykt Polak. Wystawa zorganizowania w mongolskiej jurcie w której odwiedzający ją goście mogli zobaczyć wystawę fotograficzną i obejrzeć fragmenty filmu zrealizowanego podczas wyprawy[36]. Organizator Jerzy Szkamruk wraz z ekipą odwiedził 14 największych miast w Polsce min. Kraków[37], Gdańsk, Toruń[38], Olsztyn, Białystok, Lublin, Kielce, Poznań[39], Kalisz, a także Łęczyca